# Classificació dels coleòpters
Aquesta classificació està basada en Families and subfamilies of Coleoptera (with selectes genera, notes, refernces and data on family-group names), de Lawrence i Newton (1995), la més recent i exhaustiva revisió global de la classificació supragenèrica de l'ordre Coleoptera. Com tota classificació se sens dubte provisional; algunes subfamílies han estat considerades fins no fa gaire com a famílies independents (i alguns autors encara ho segueixen fent) o eventualment poden ser elevades a la categoria de família:

## Classificació

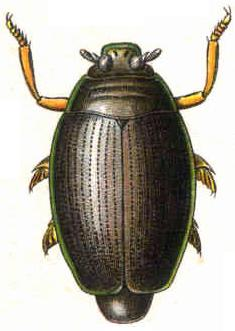
Gyrinidae

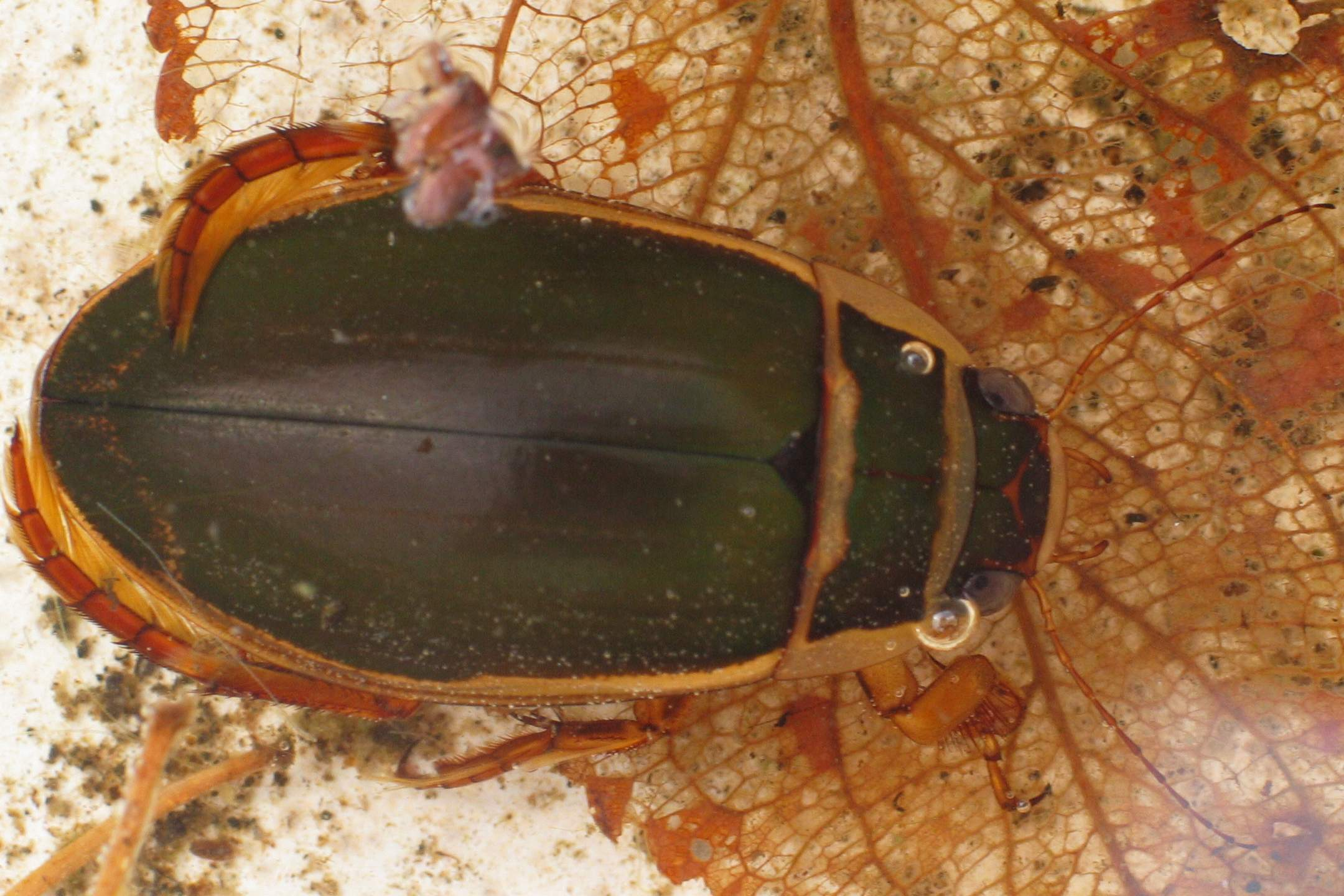
Dytiscidae

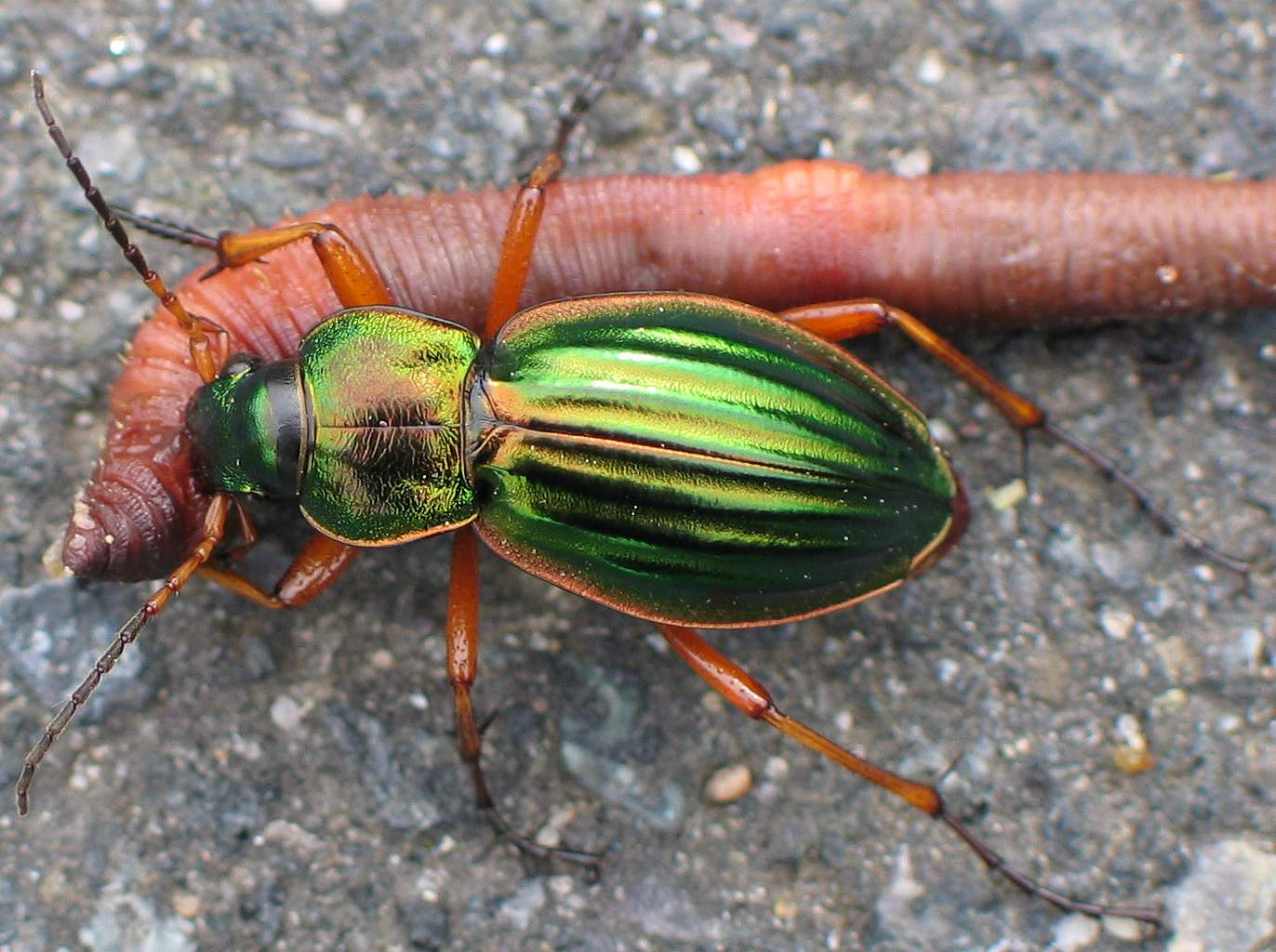
Carabidae (Carabinae)

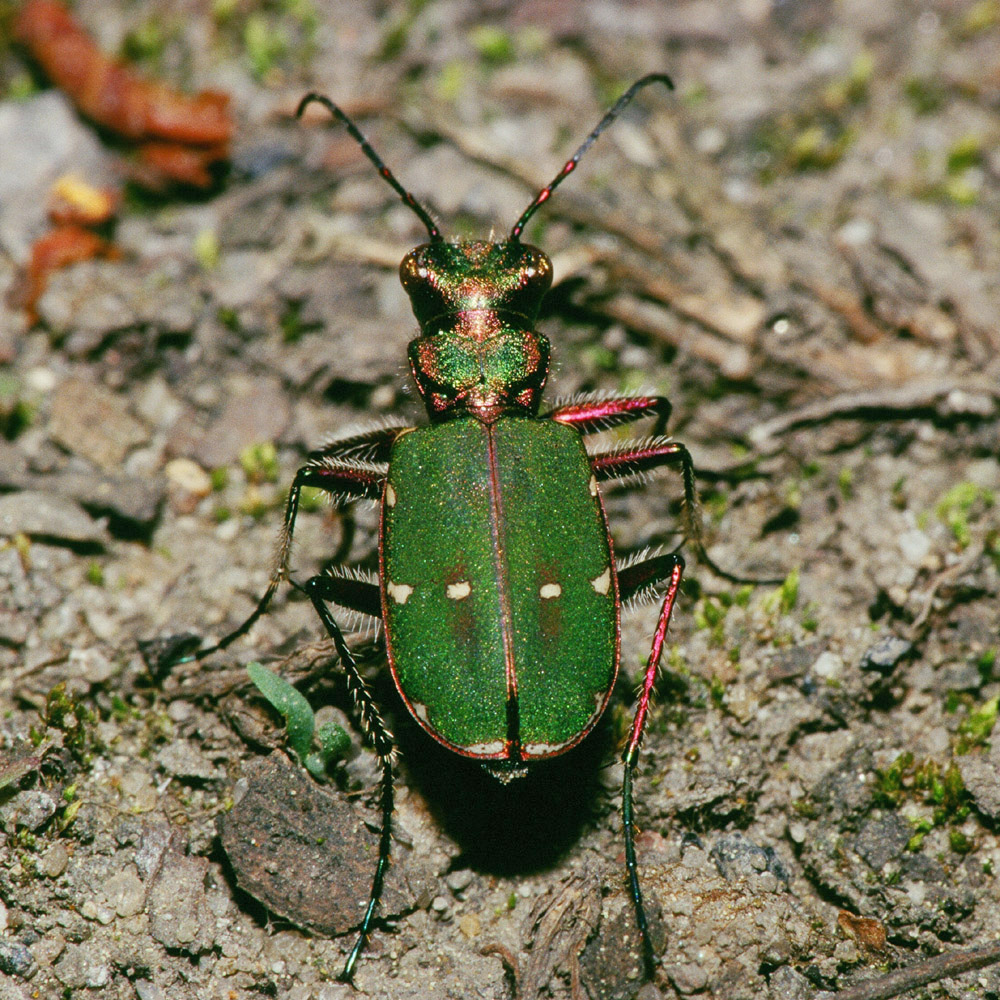
Carabidae (Cicindelinae)

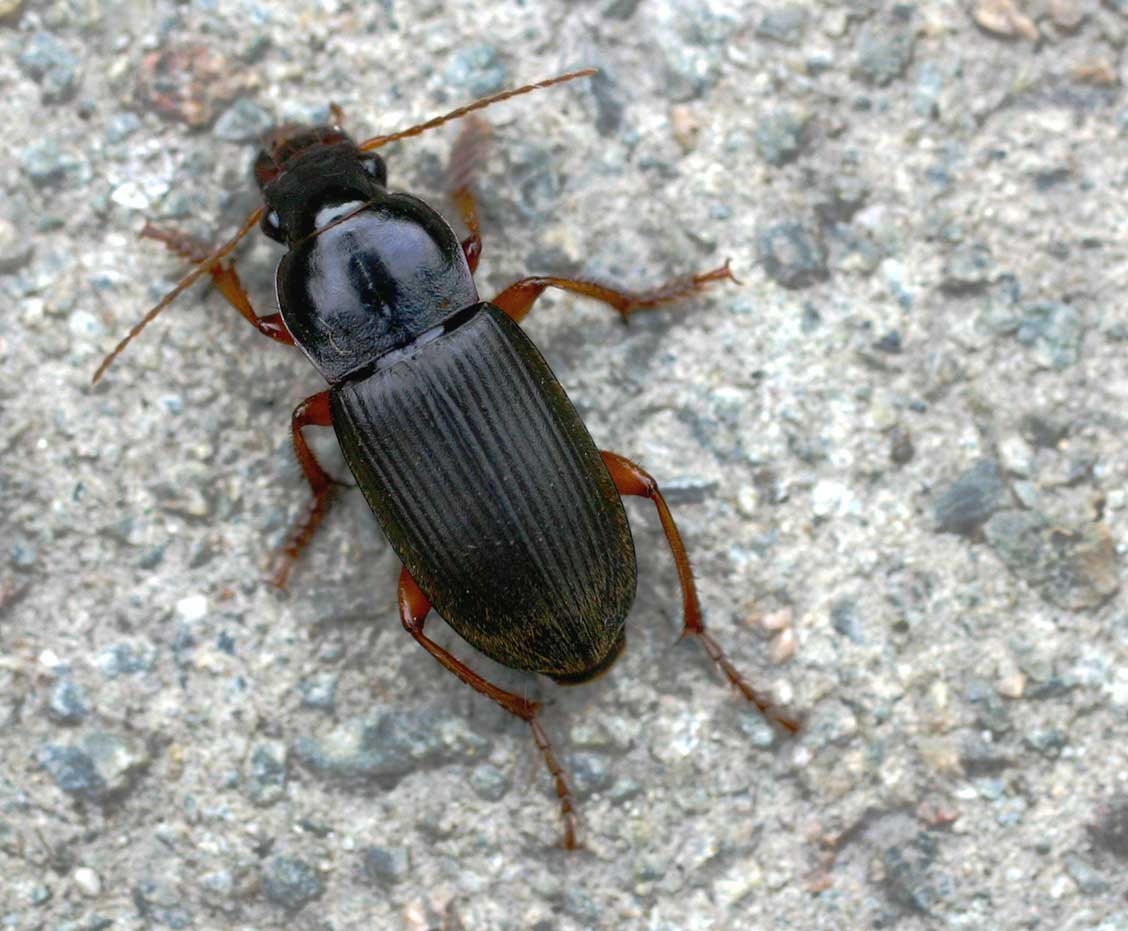
Carabidae (Harpalinae)

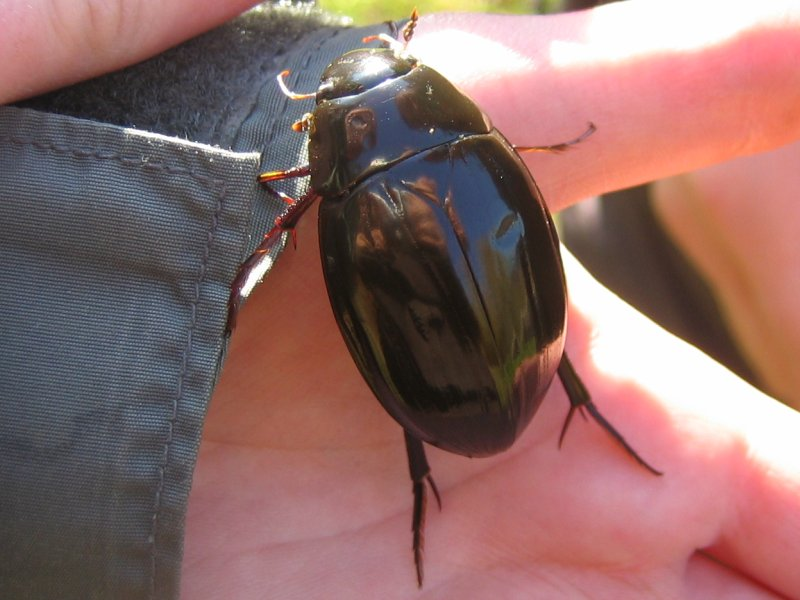
Hydrophilidae

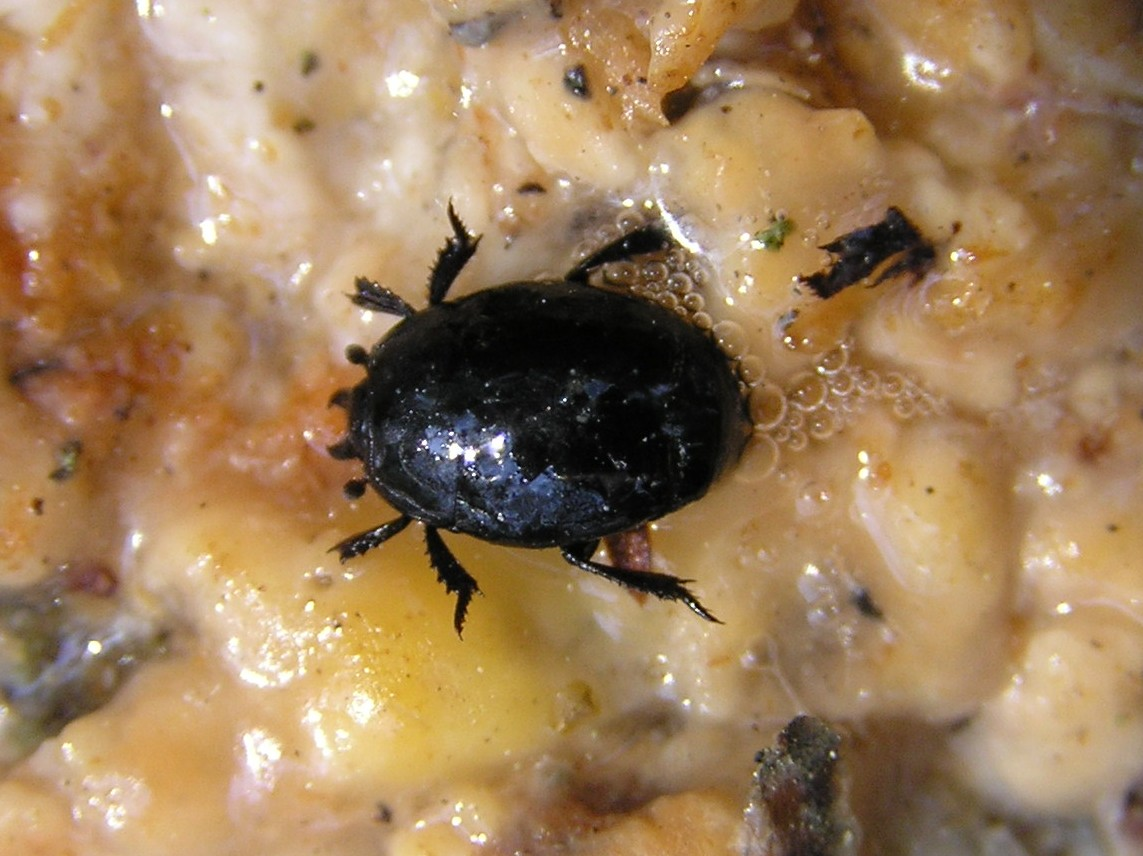
Histeridae

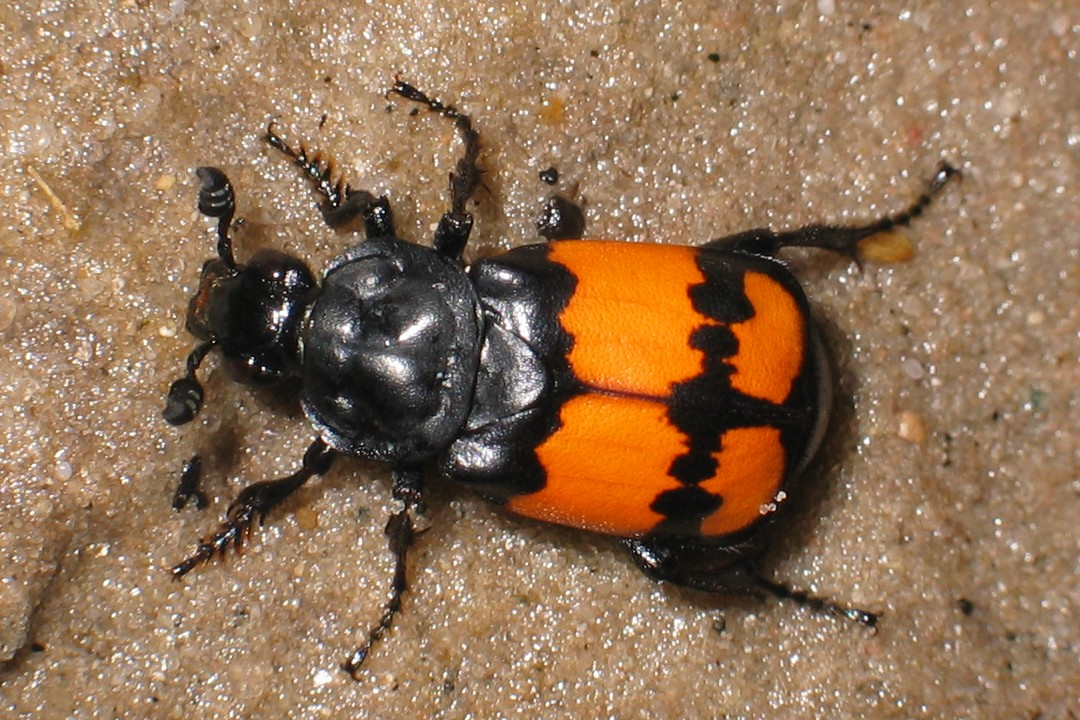
Silphidae

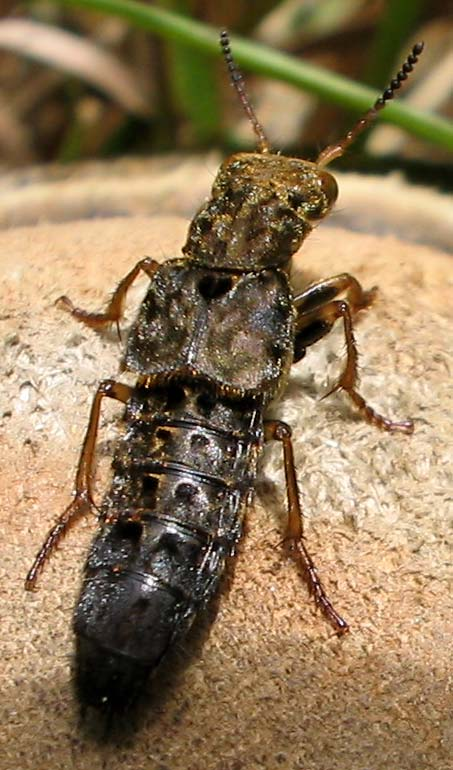
Staphylinidae

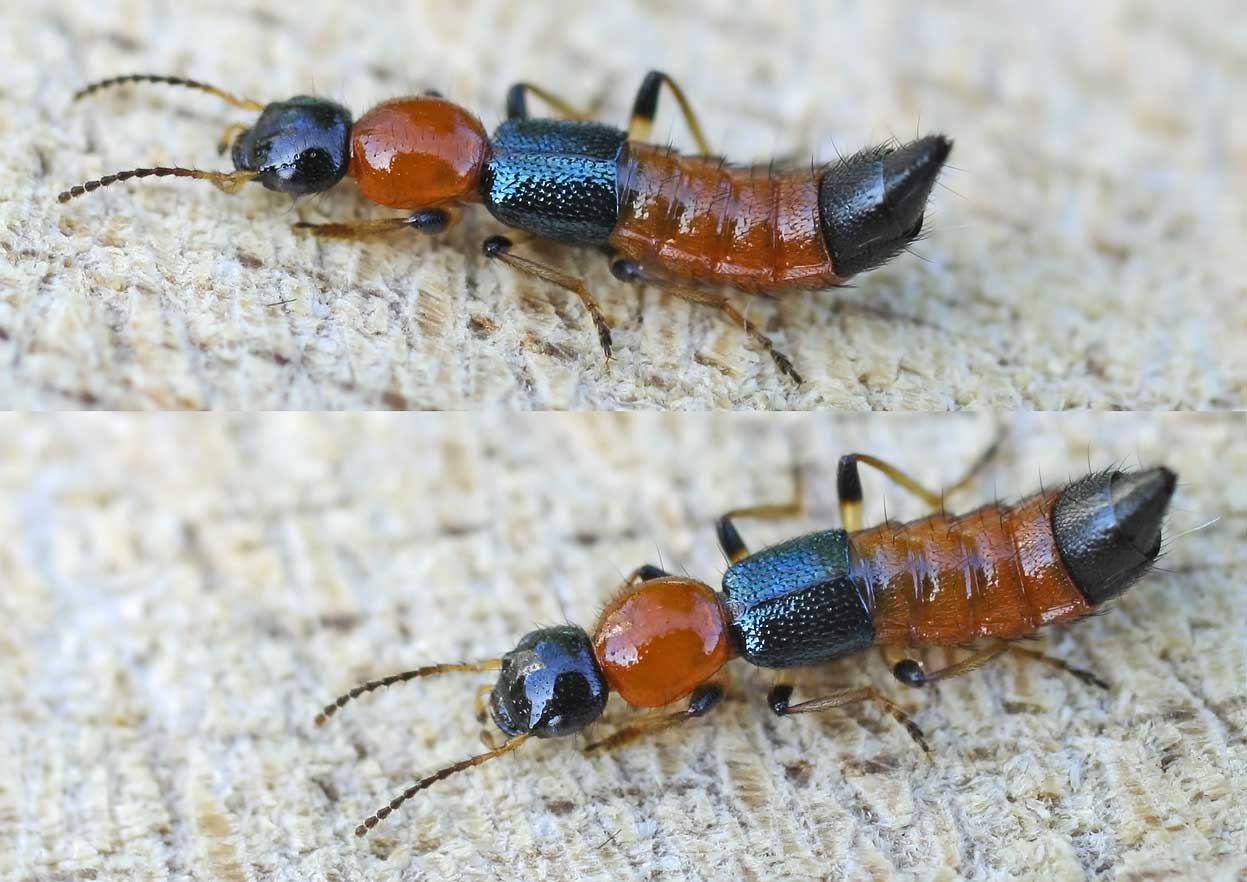
Staphylinidae

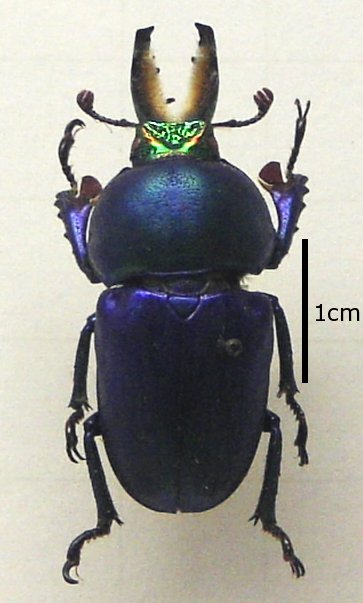
Lucanidae (Lampriminae)

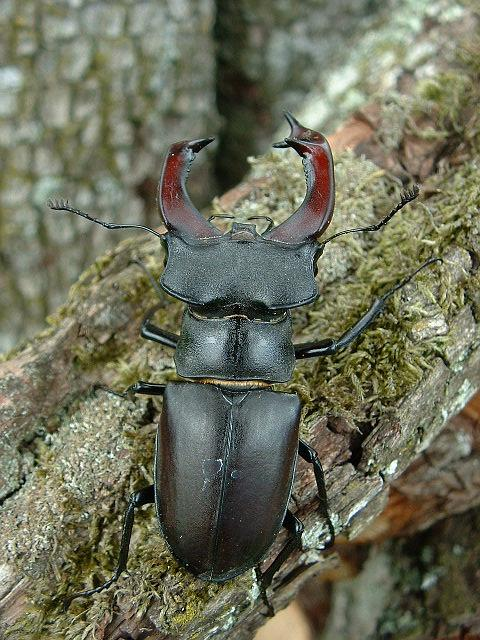
Lucanidae (Lucaninae)

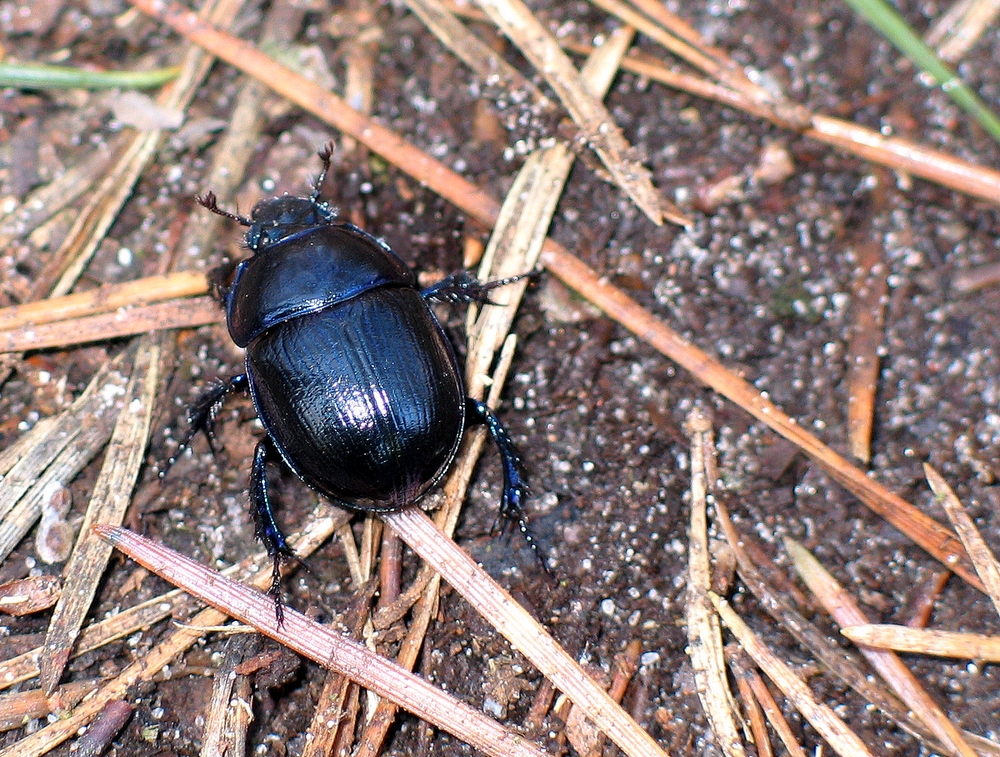
Geotrupidae

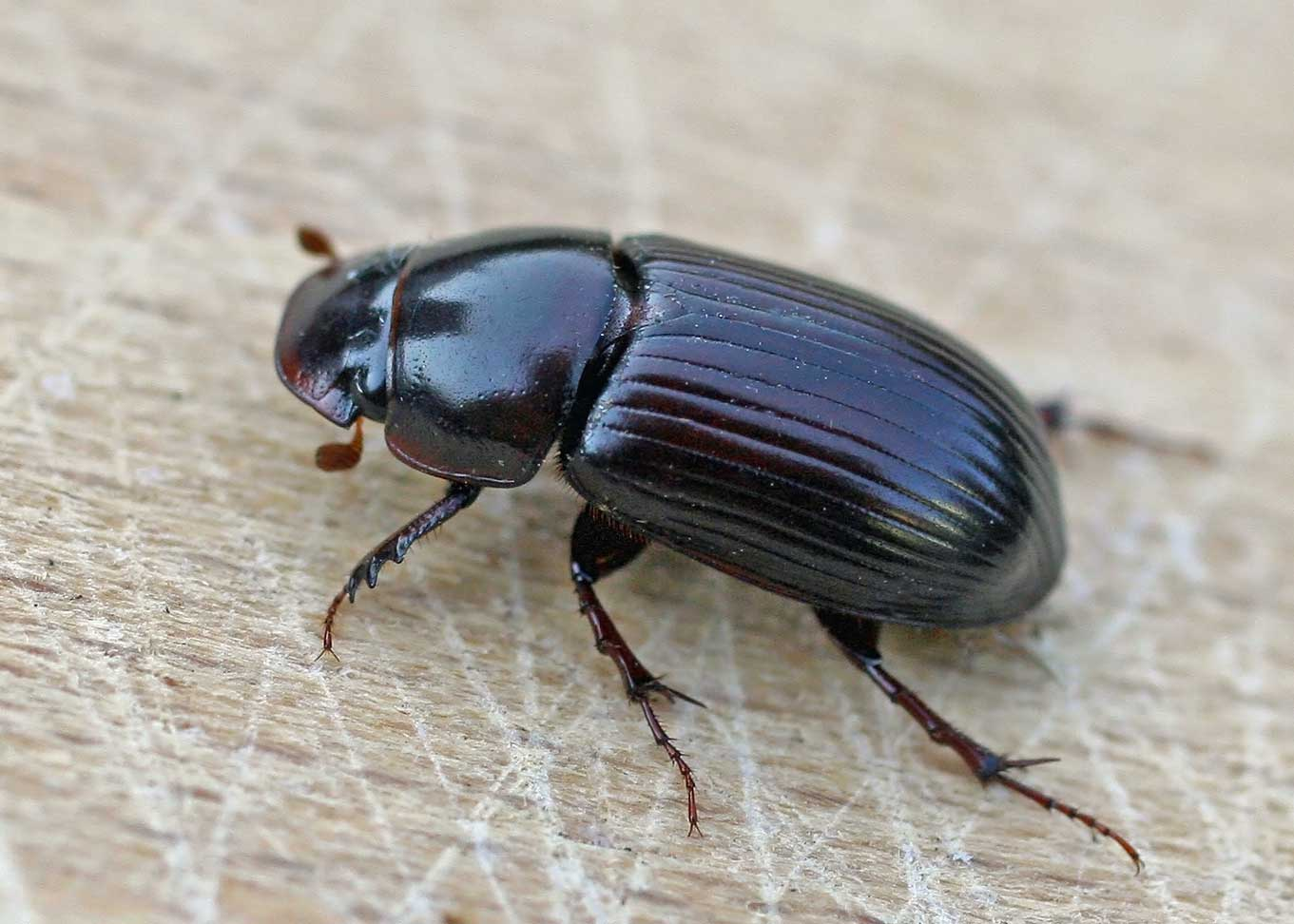
Scarabaeidae (Aphodiinae)

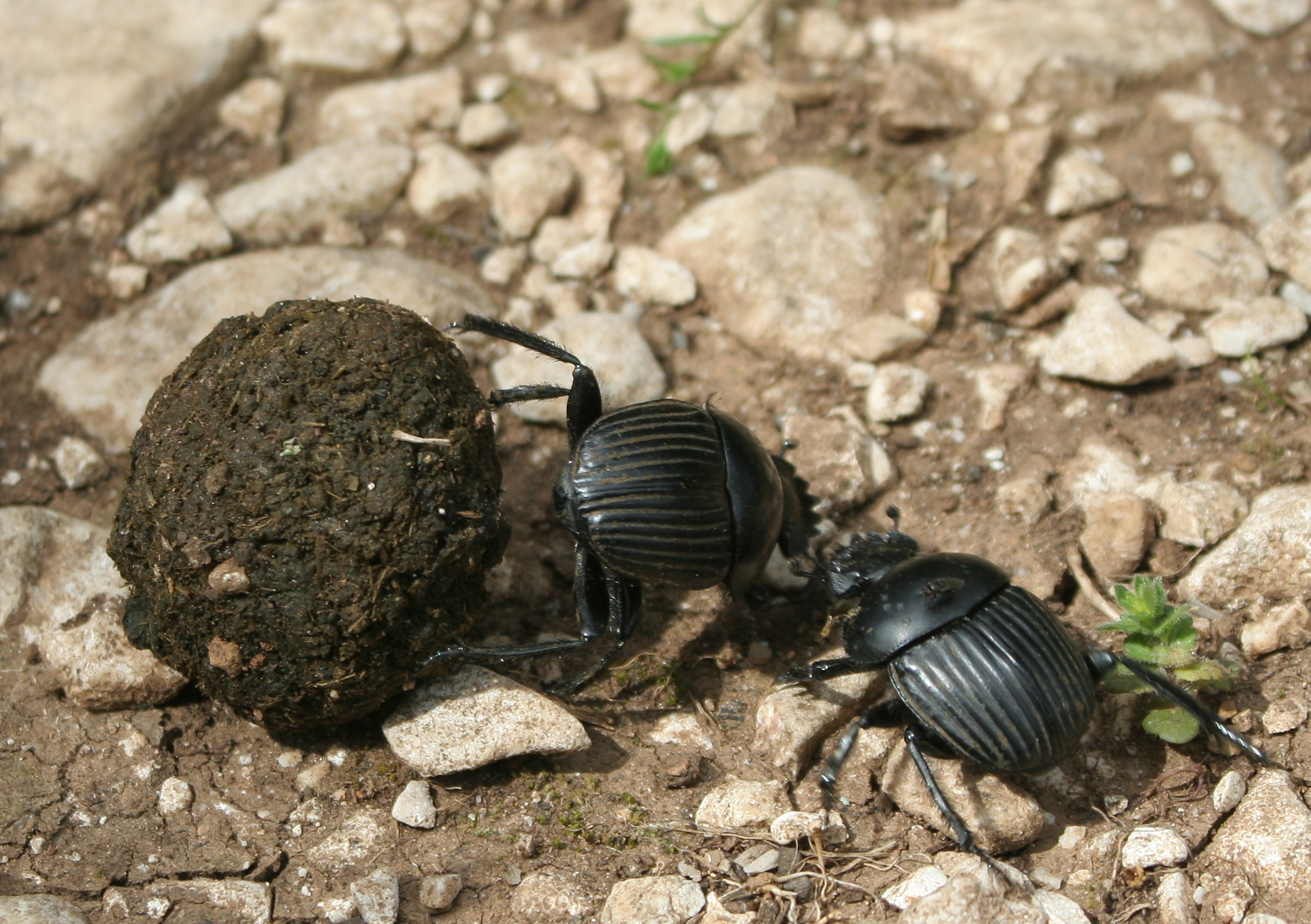
Scarabaeidae (Scarabaeinae)

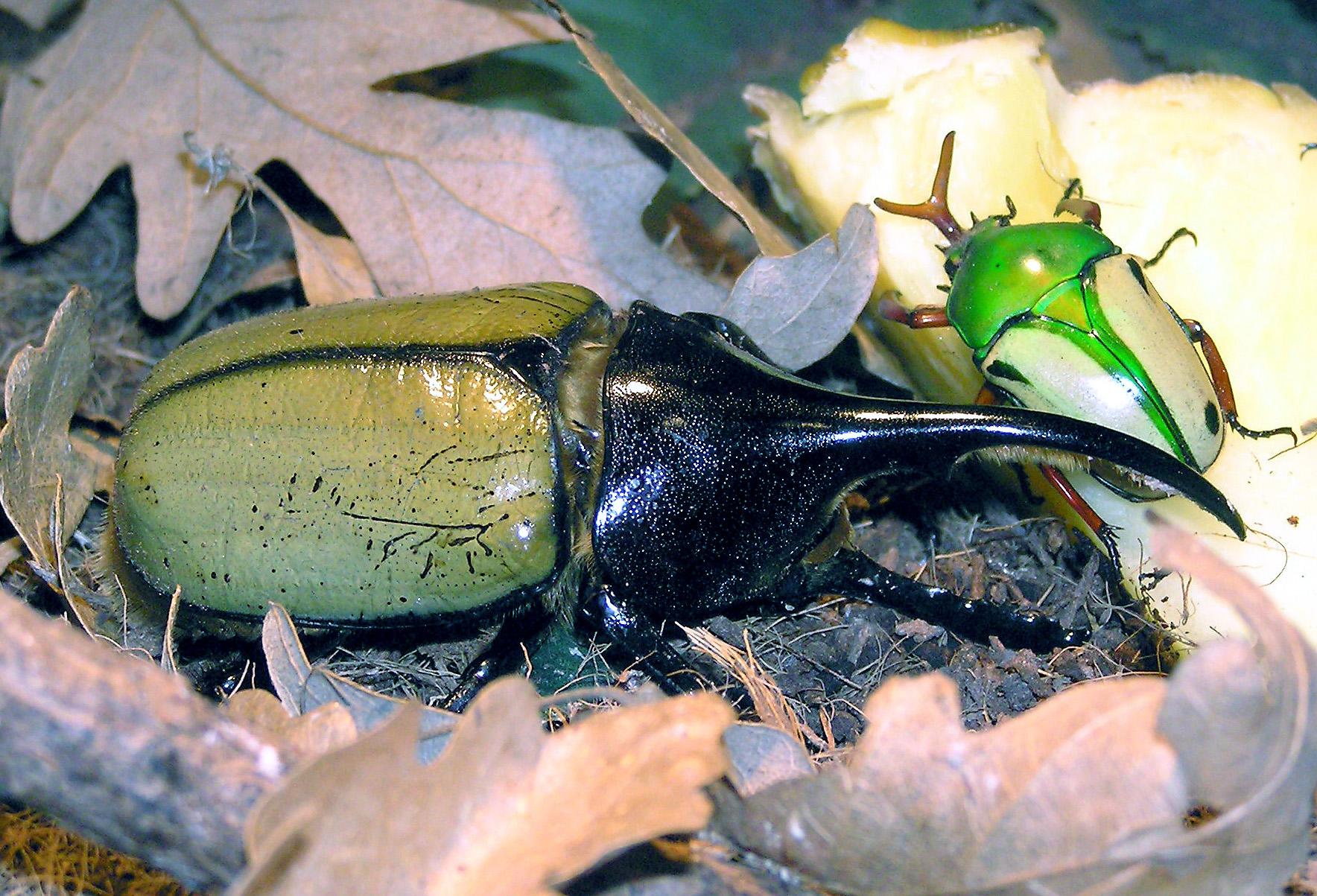
Scarabaeidae (Dynastinae)

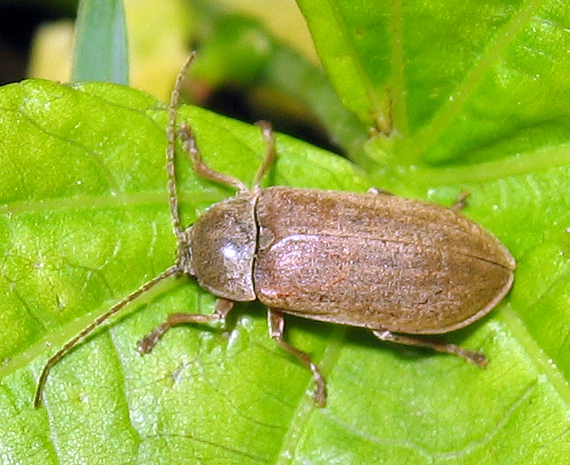
Dascillidae

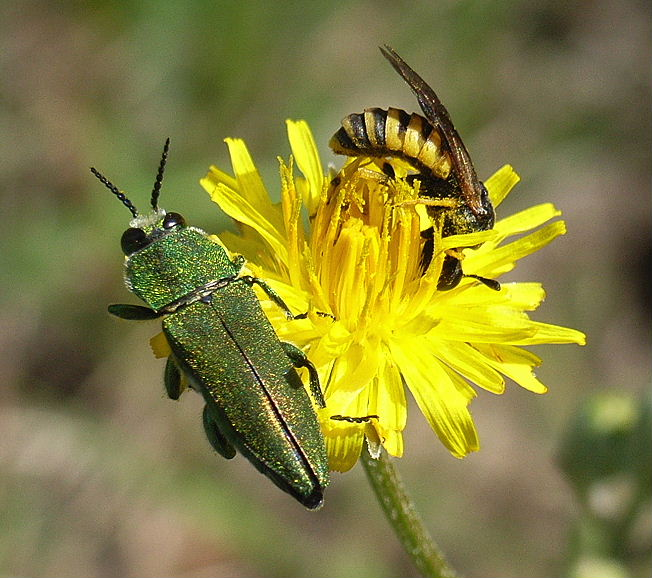
Buprestidae

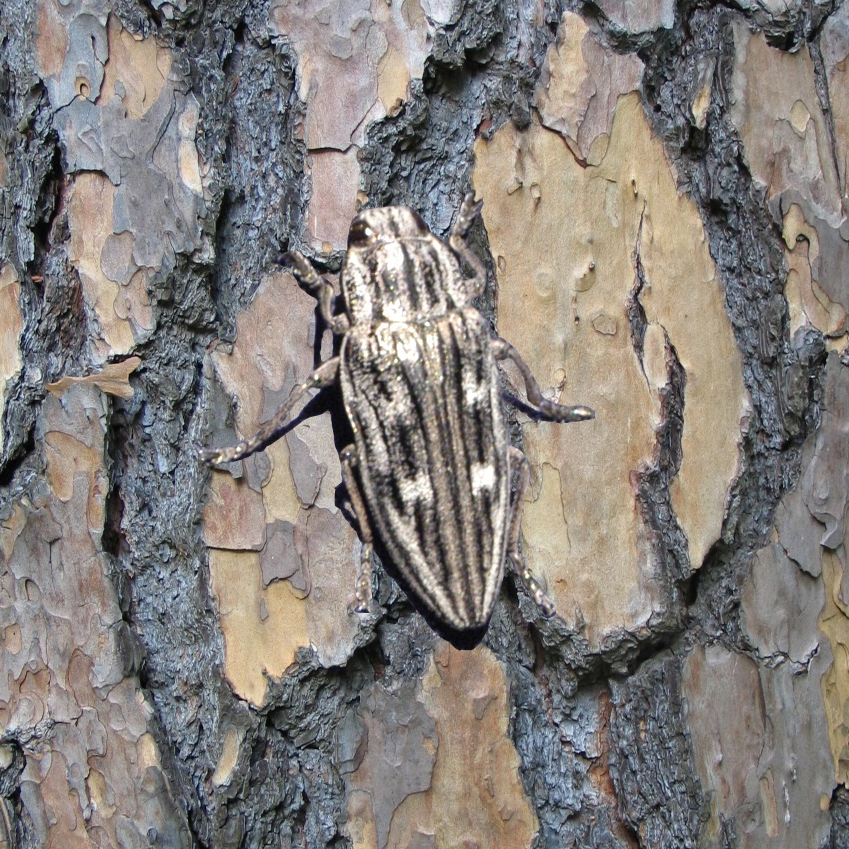
Buprestidae

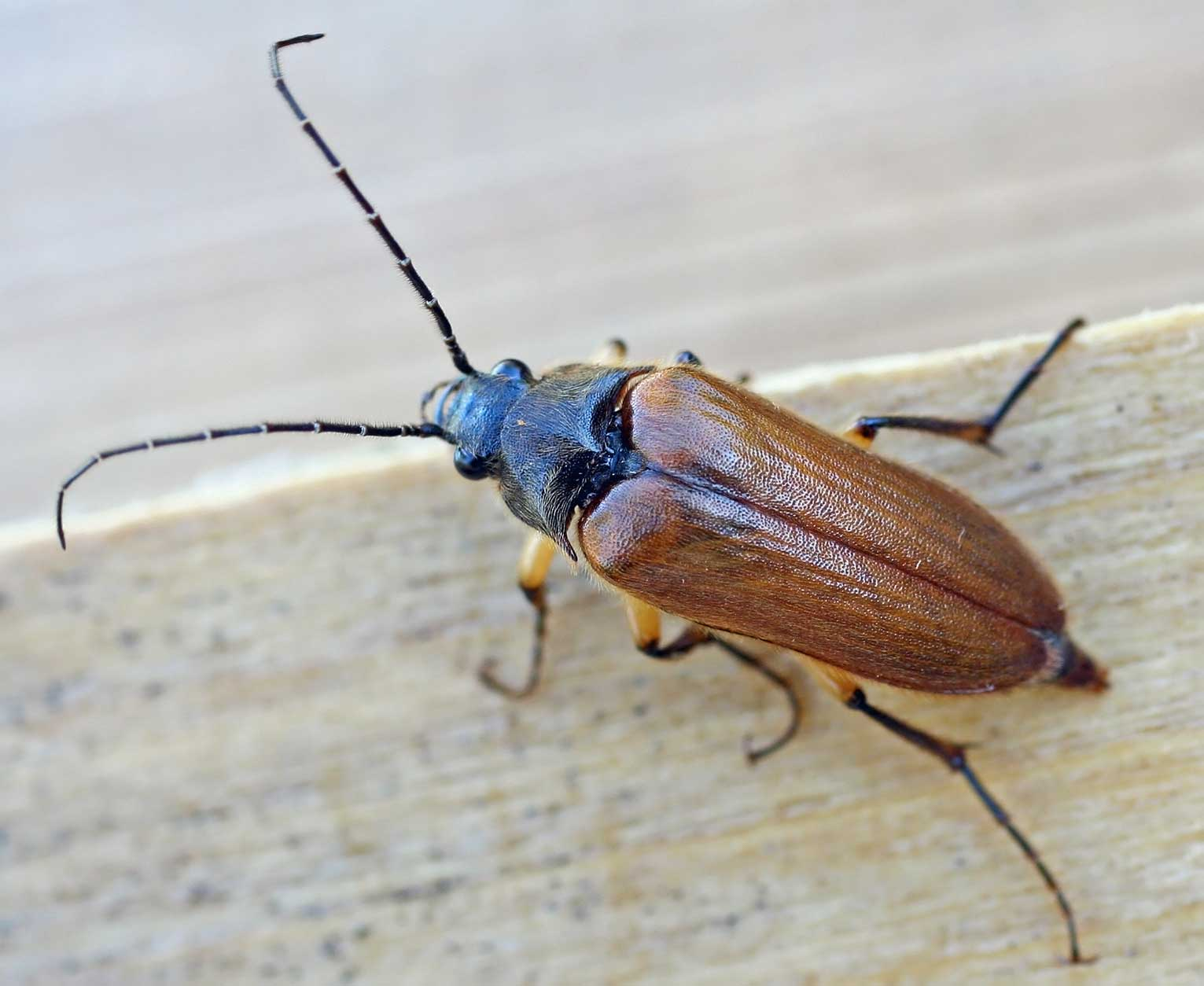
Elatridae (Cebrioninae)

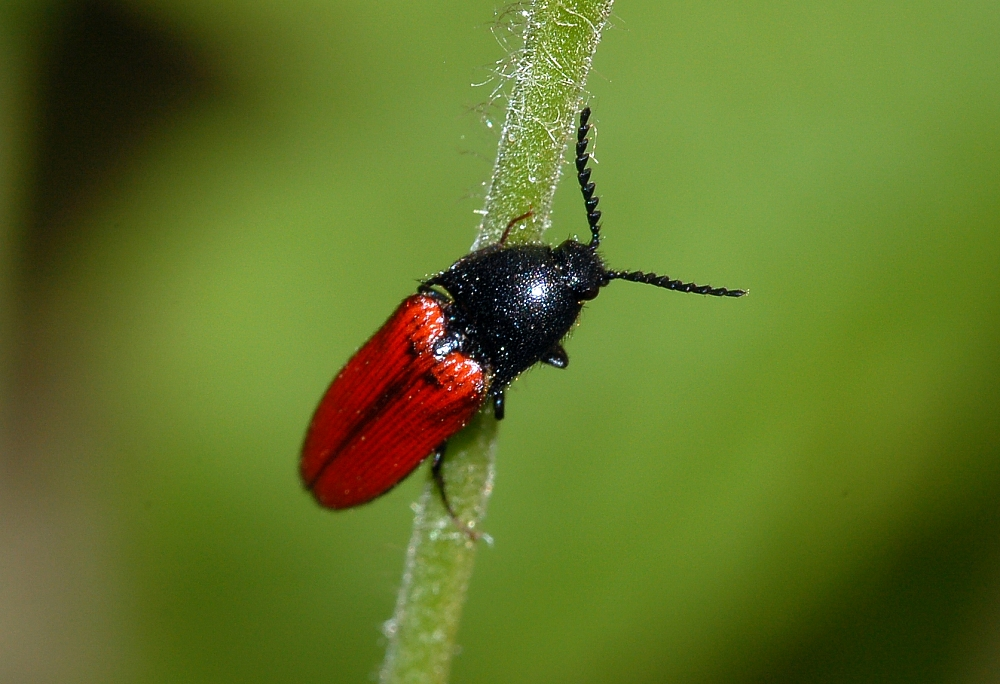
Elatridae

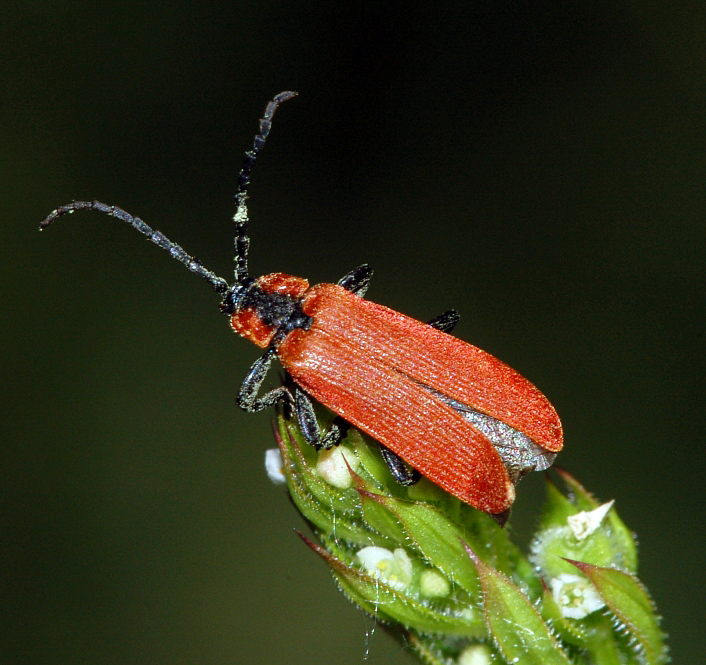
Lycidae

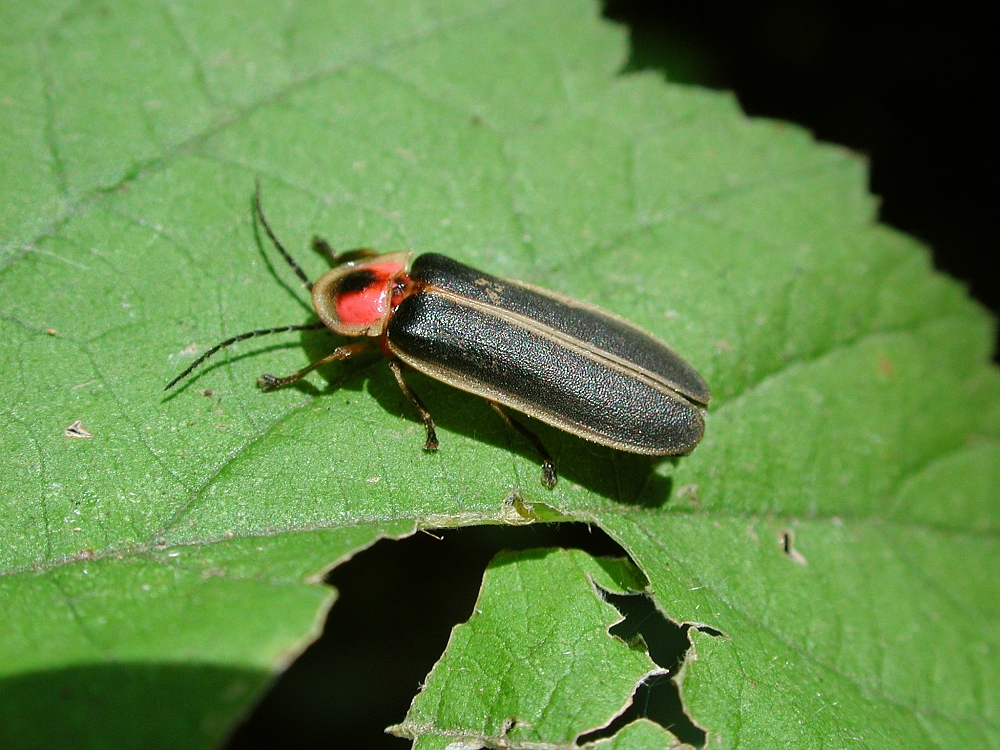
Lampyridae

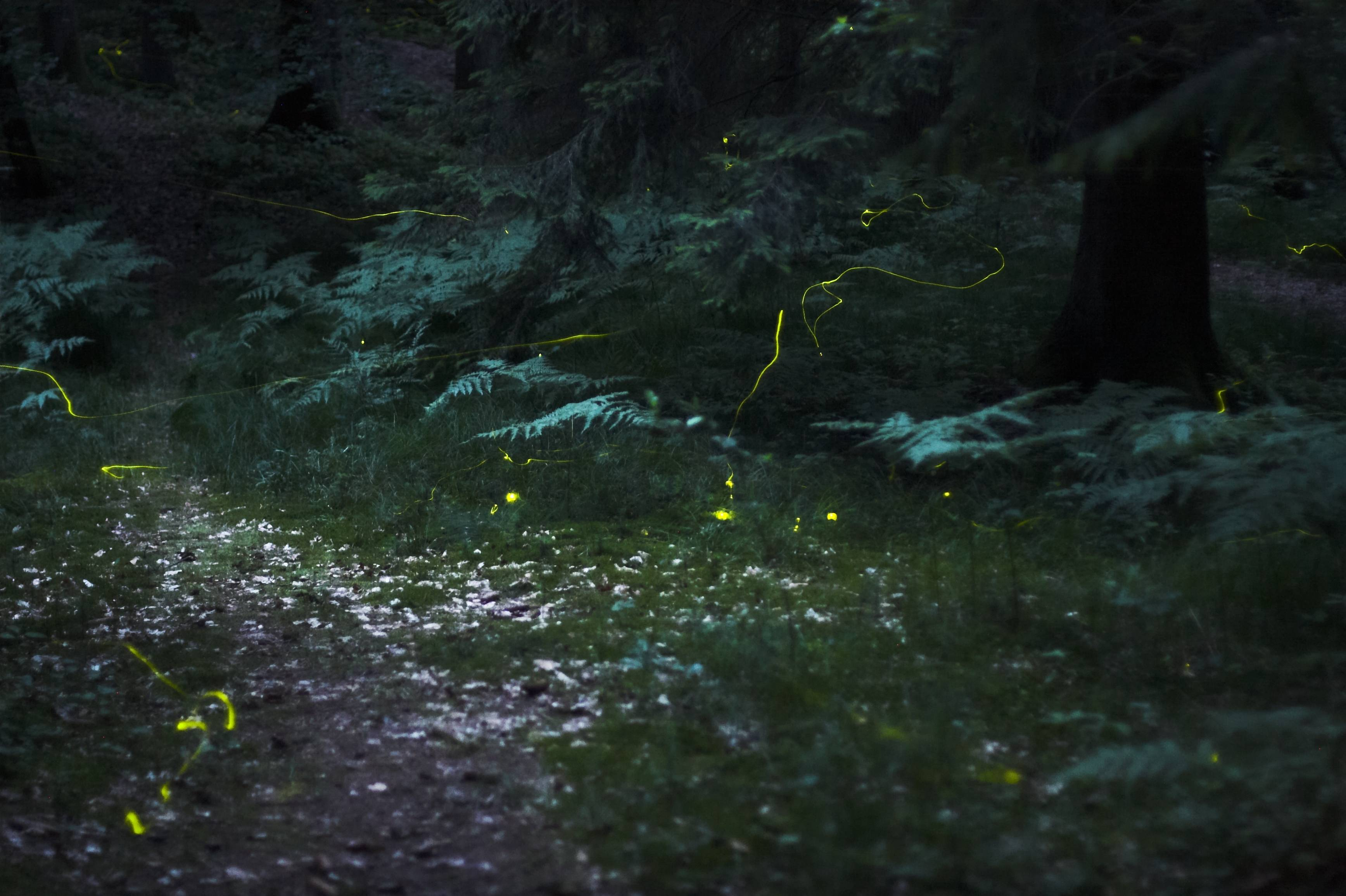
Lampyridae

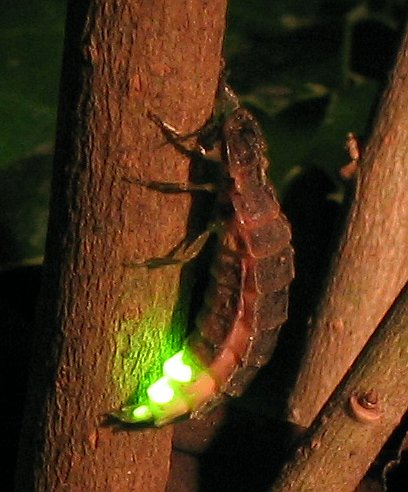
Lampyridae

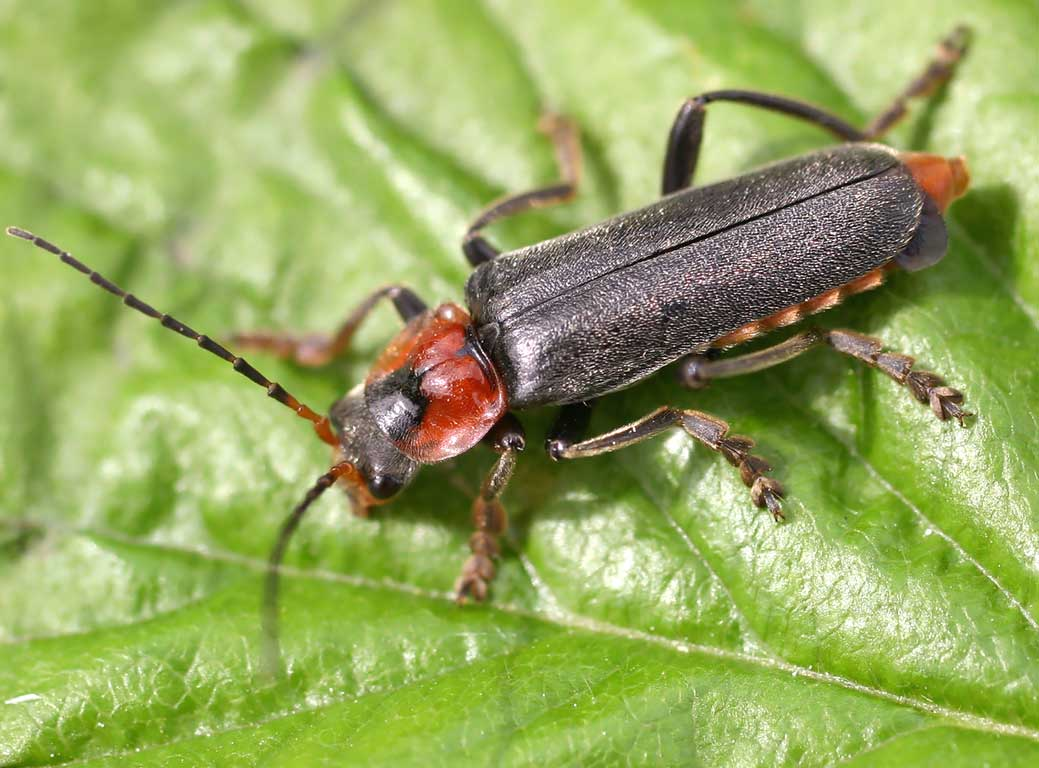
Cantharidae

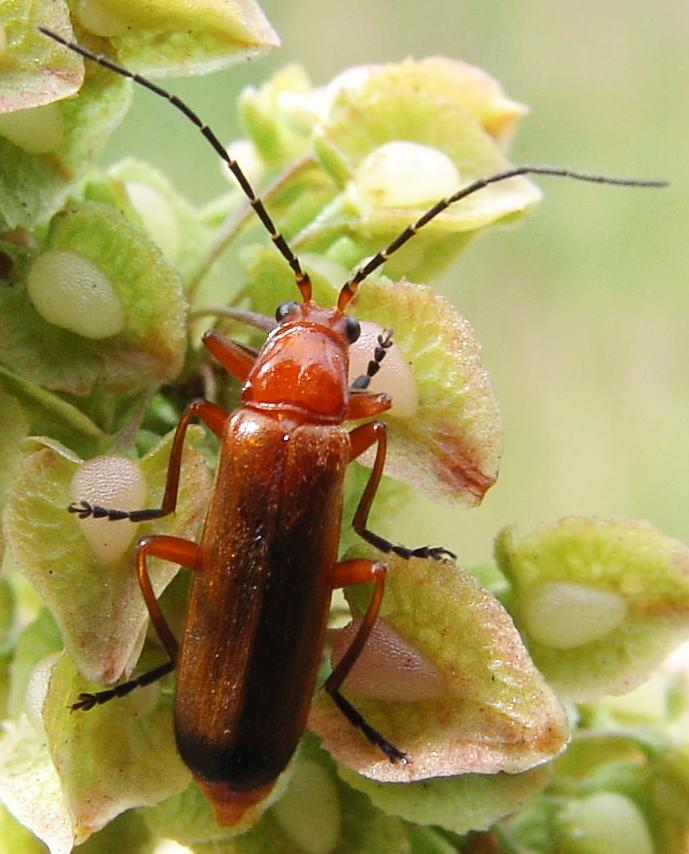
Cantharidae

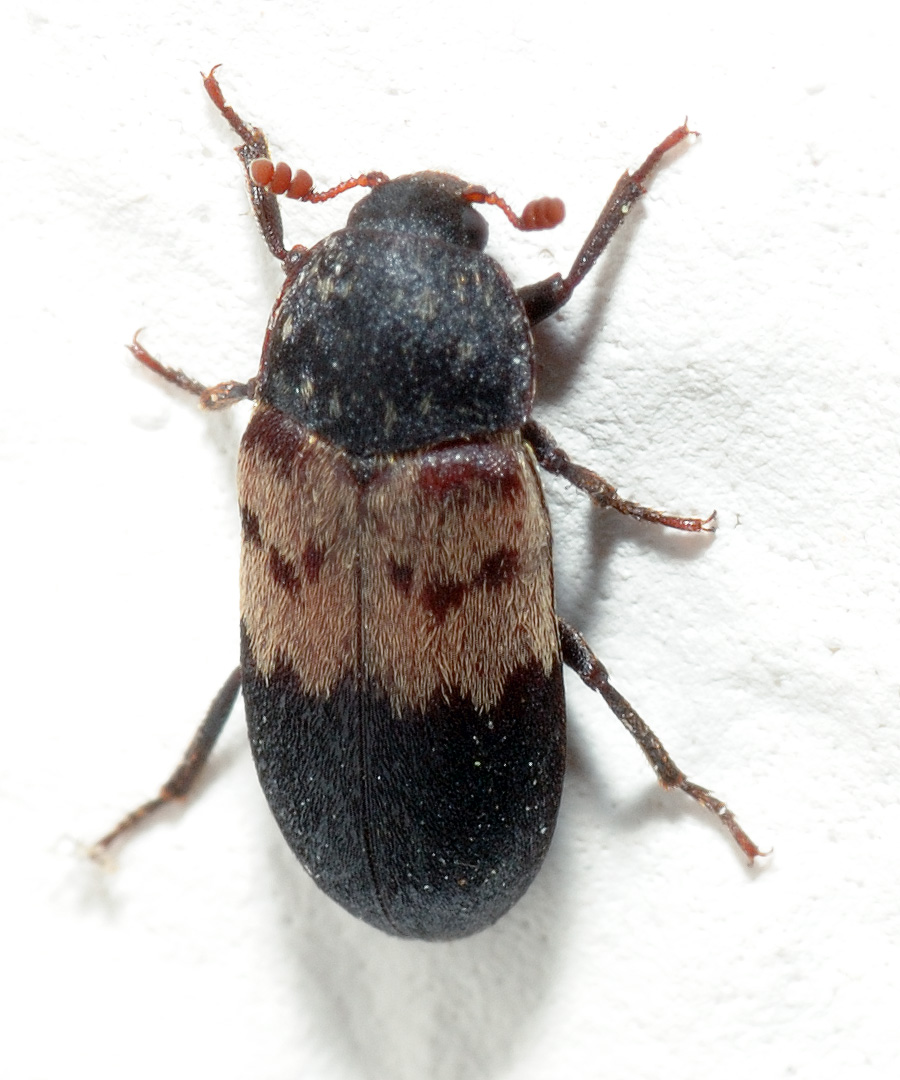
Dermestidae

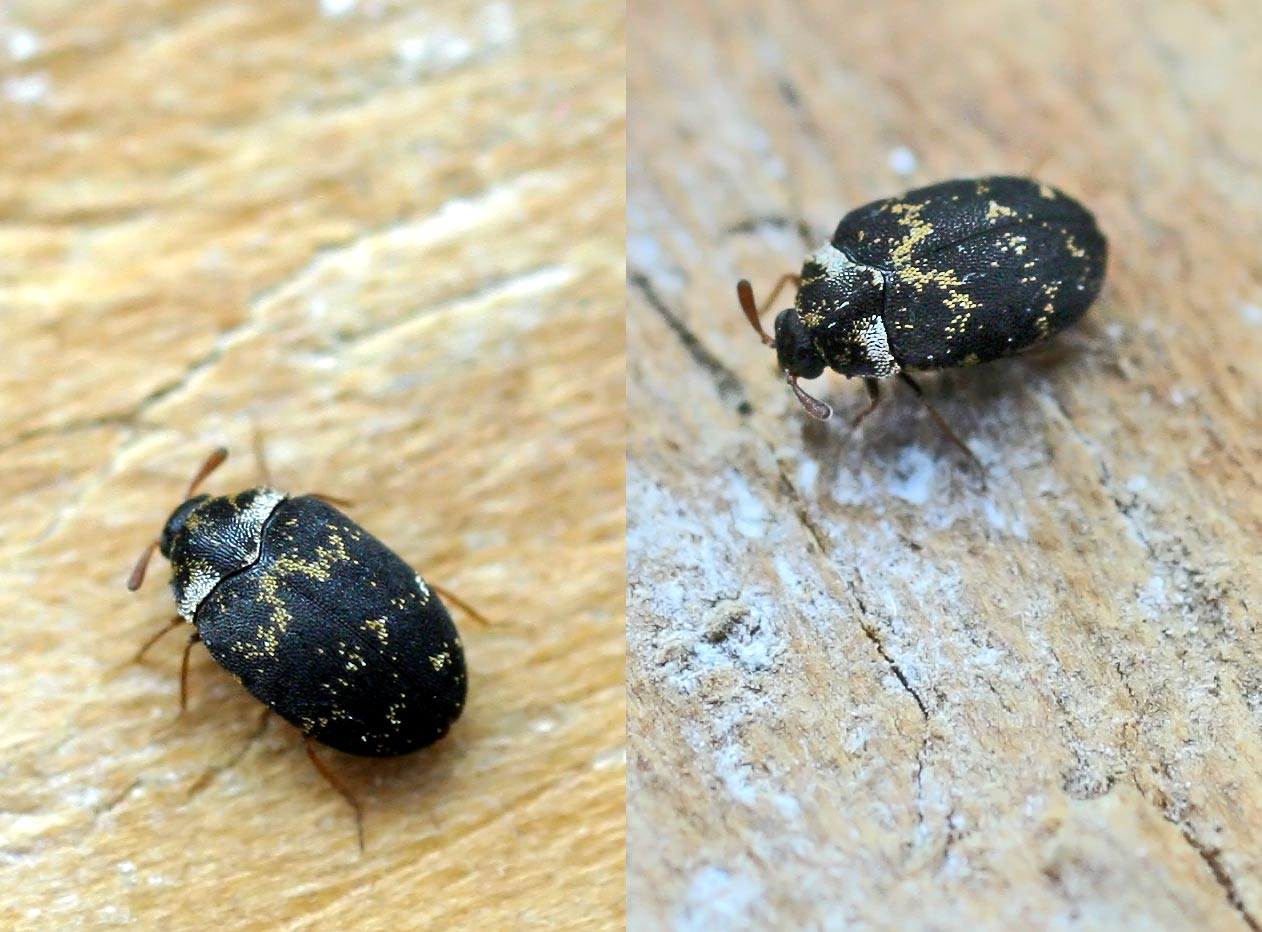
Dermestidae

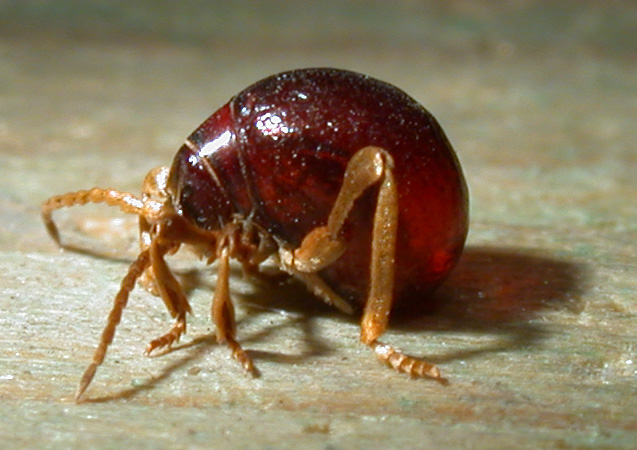
Anobiidae (Ptininae)

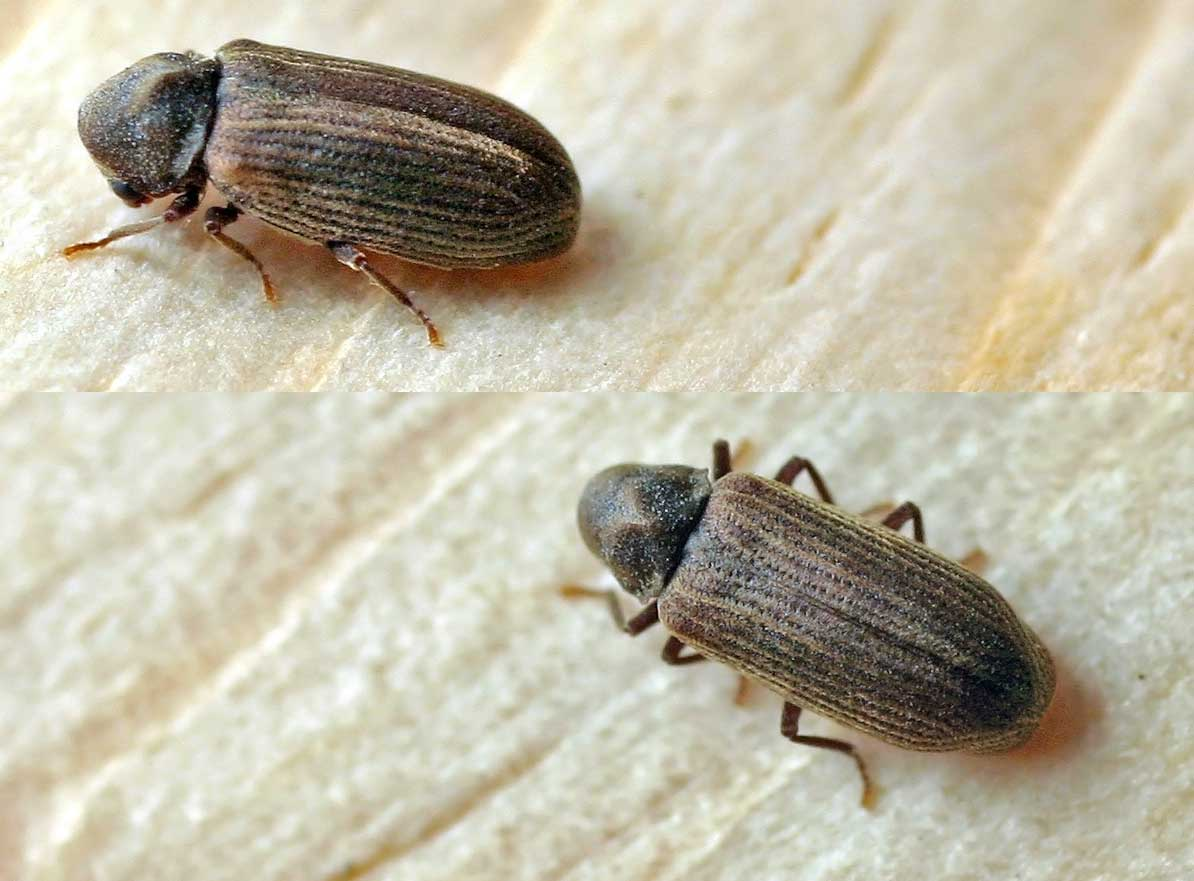
Anobiidae (Anobiinae)

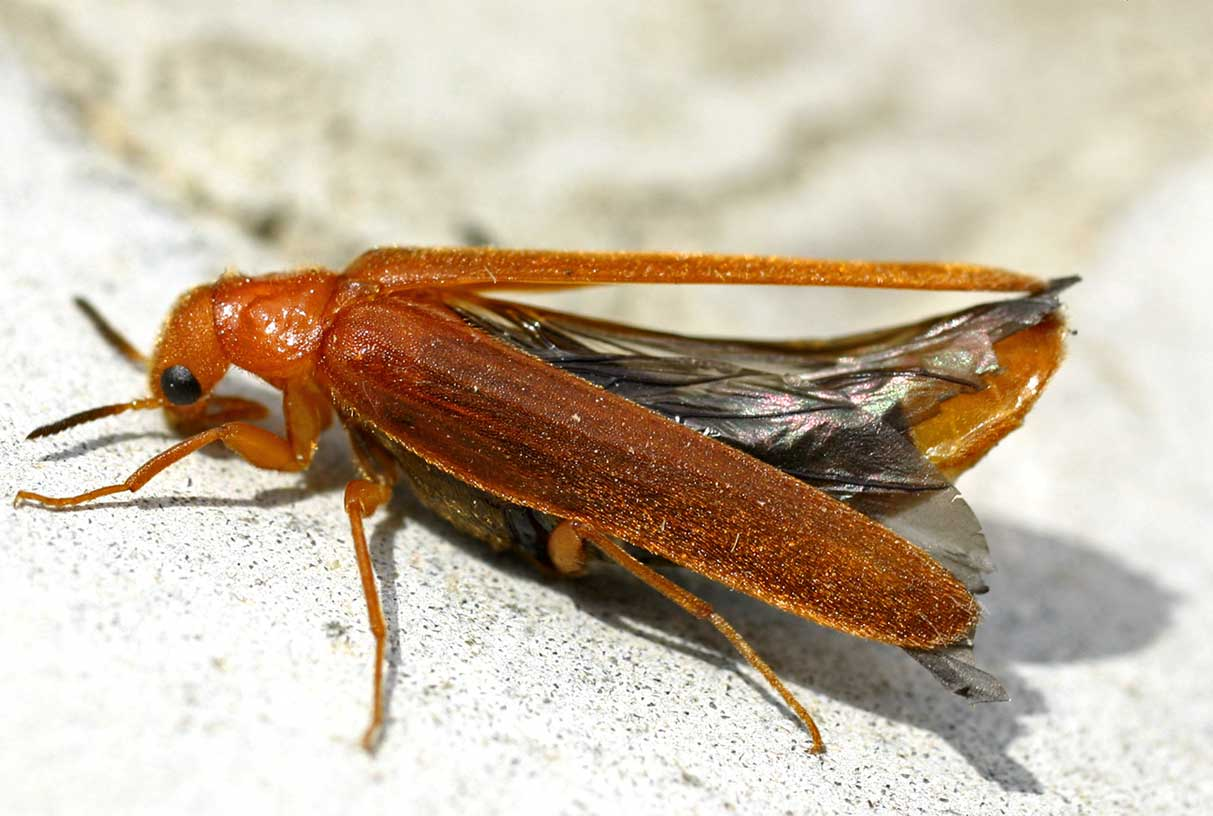
Lymexylidae

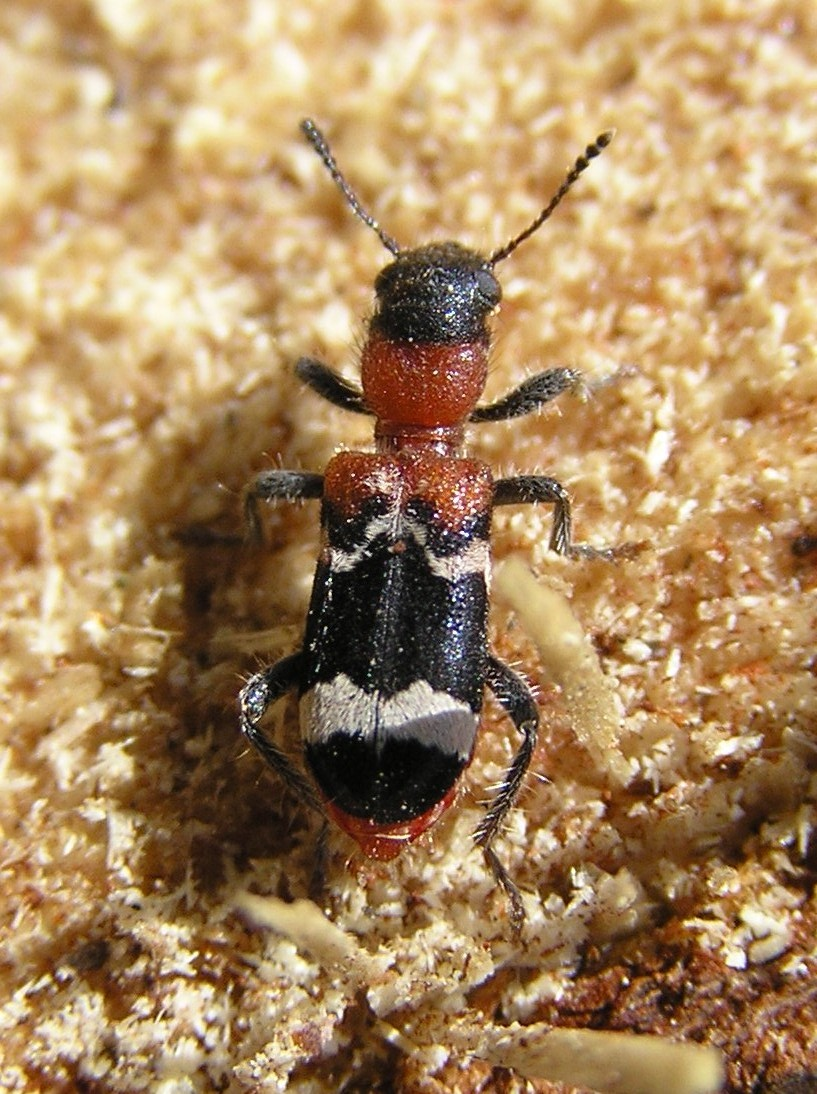
Cleridae

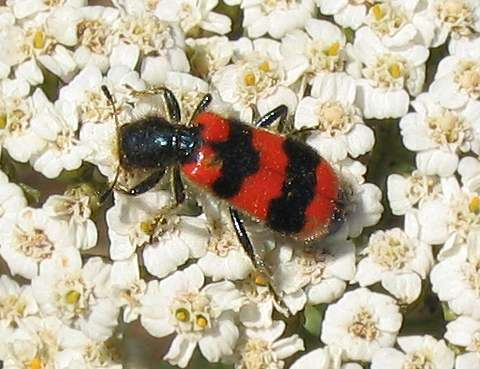
Cleridae

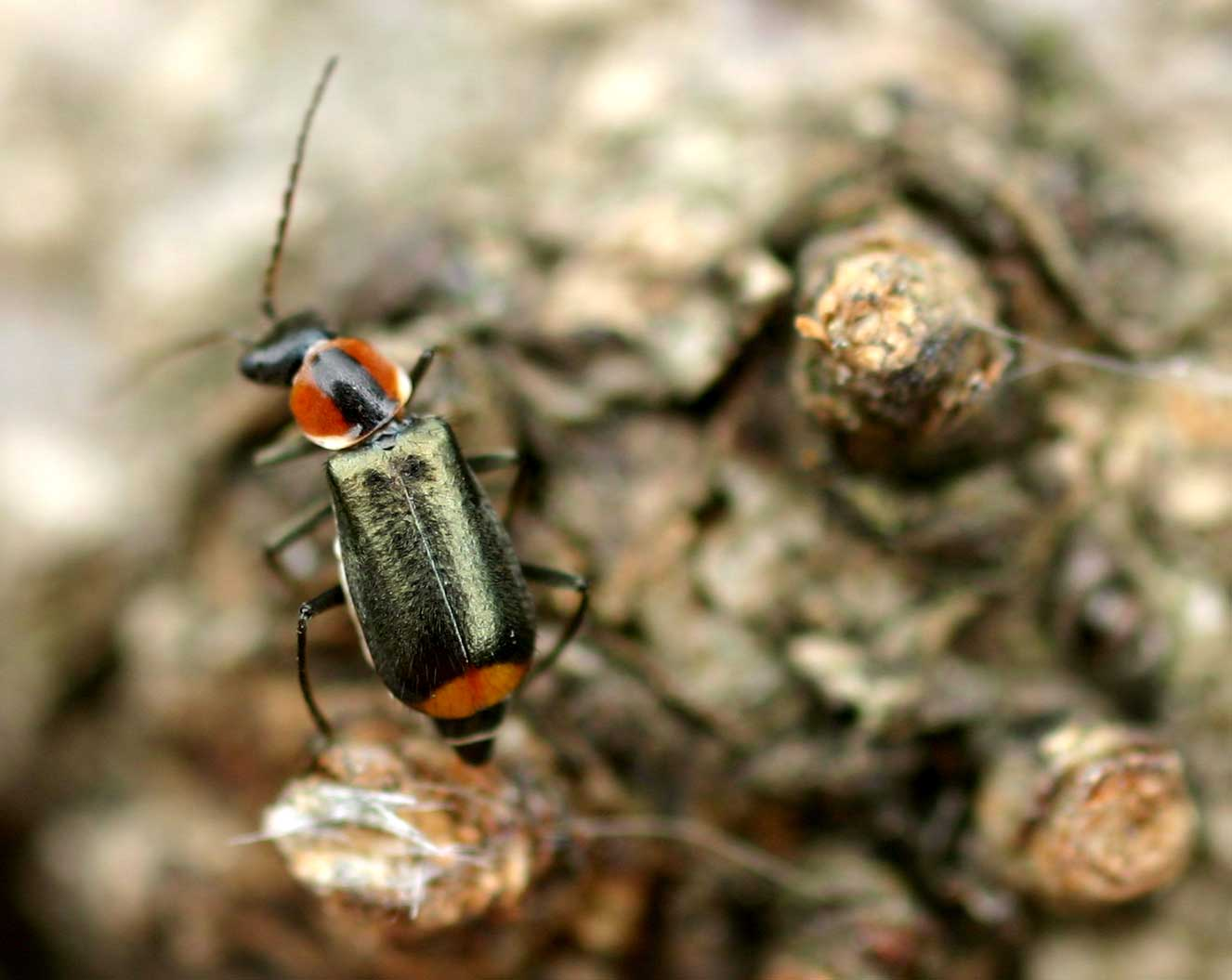
Melyridae (Malachiinae)

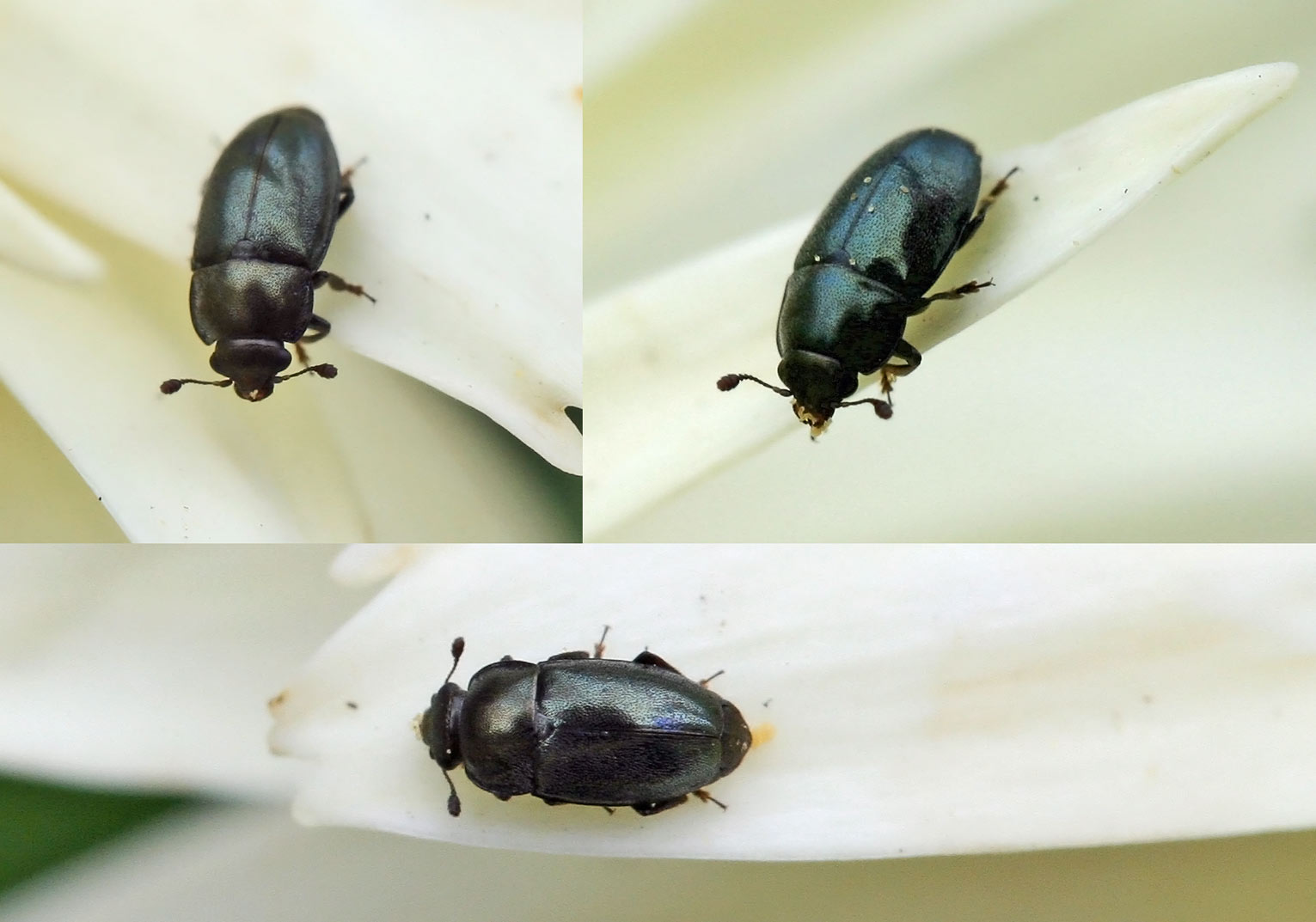
Nitidulidae

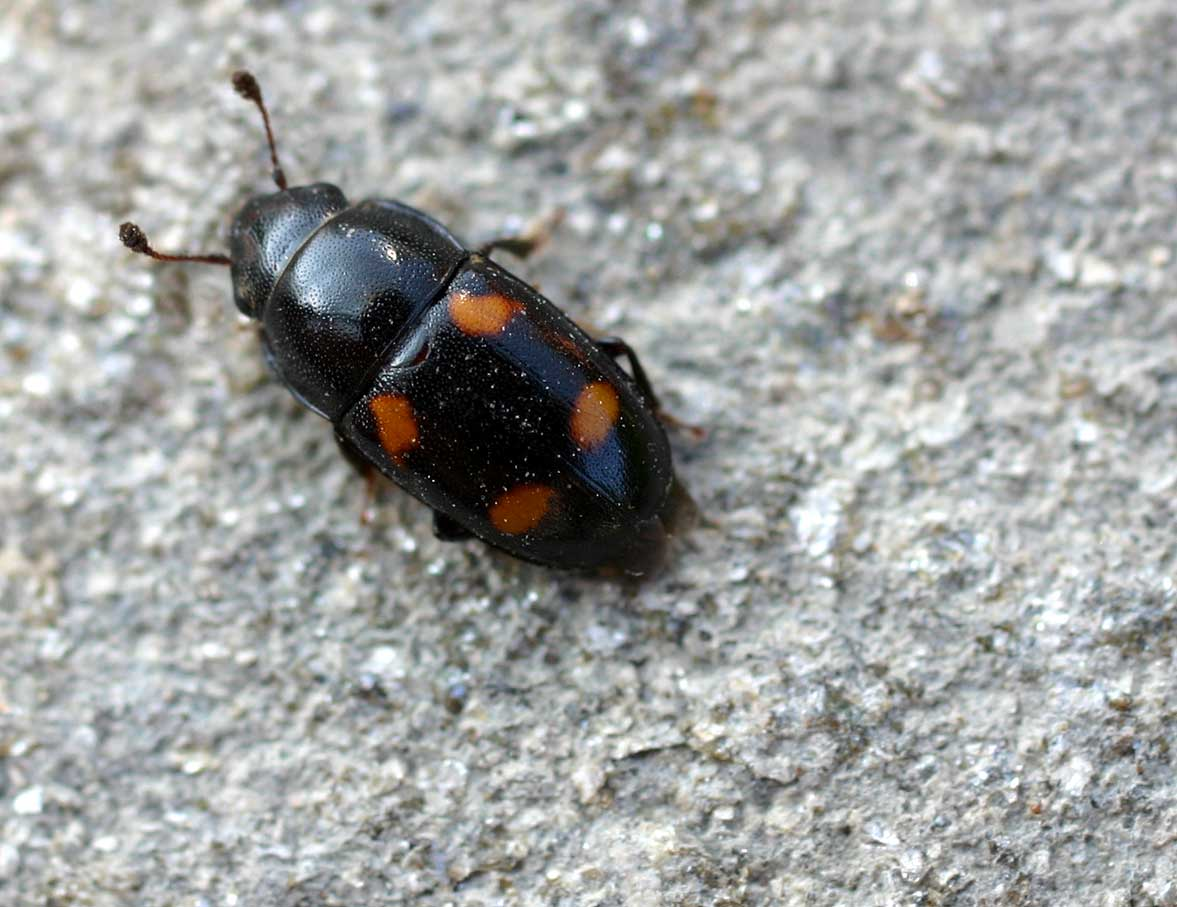
Nitidulidae

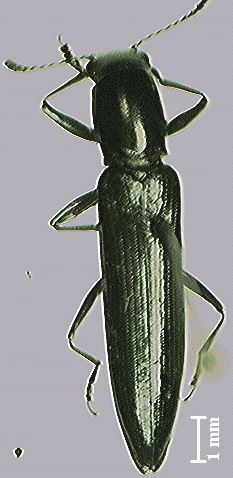
Languriidae

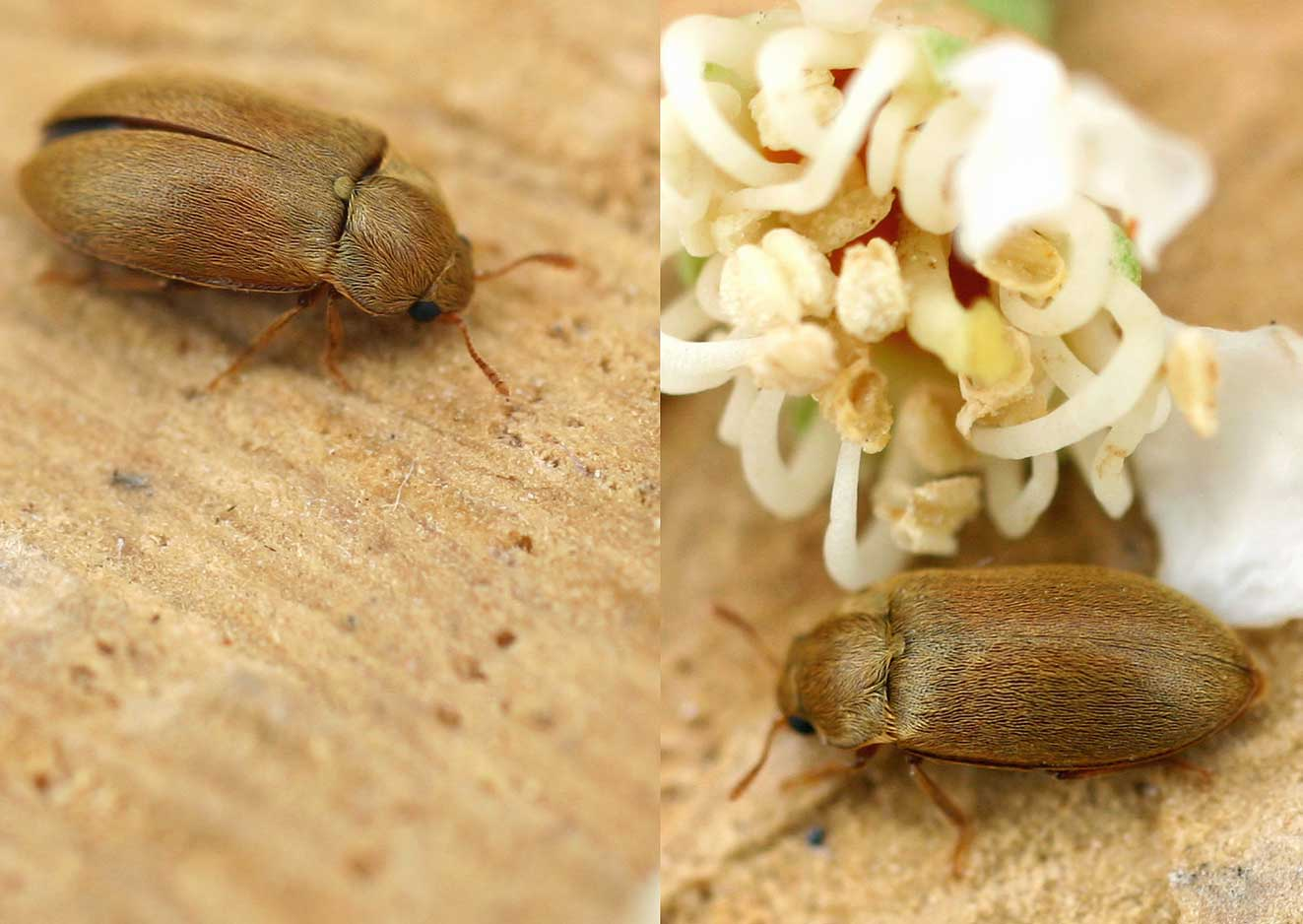
Byturidae

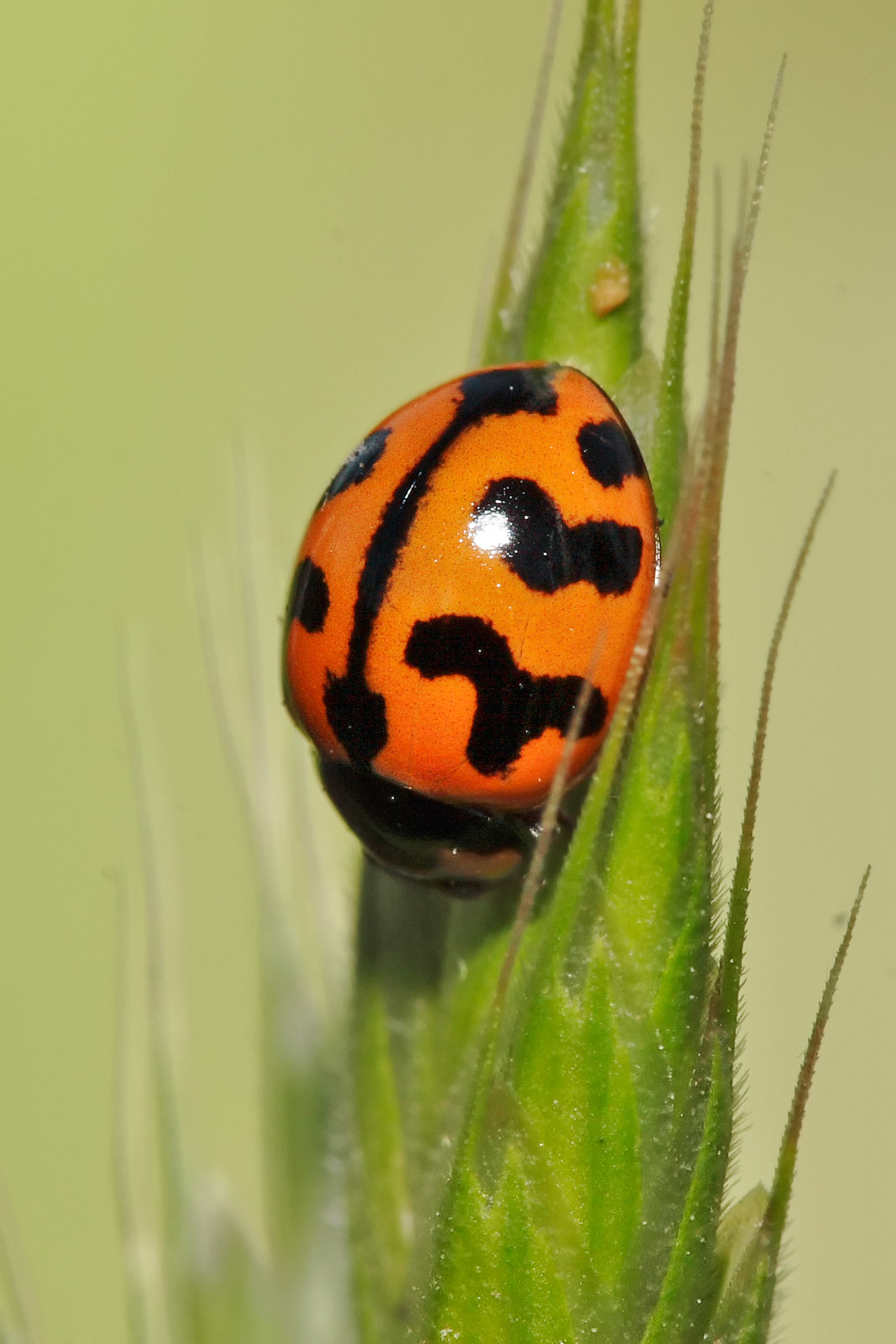
Coccinellidae

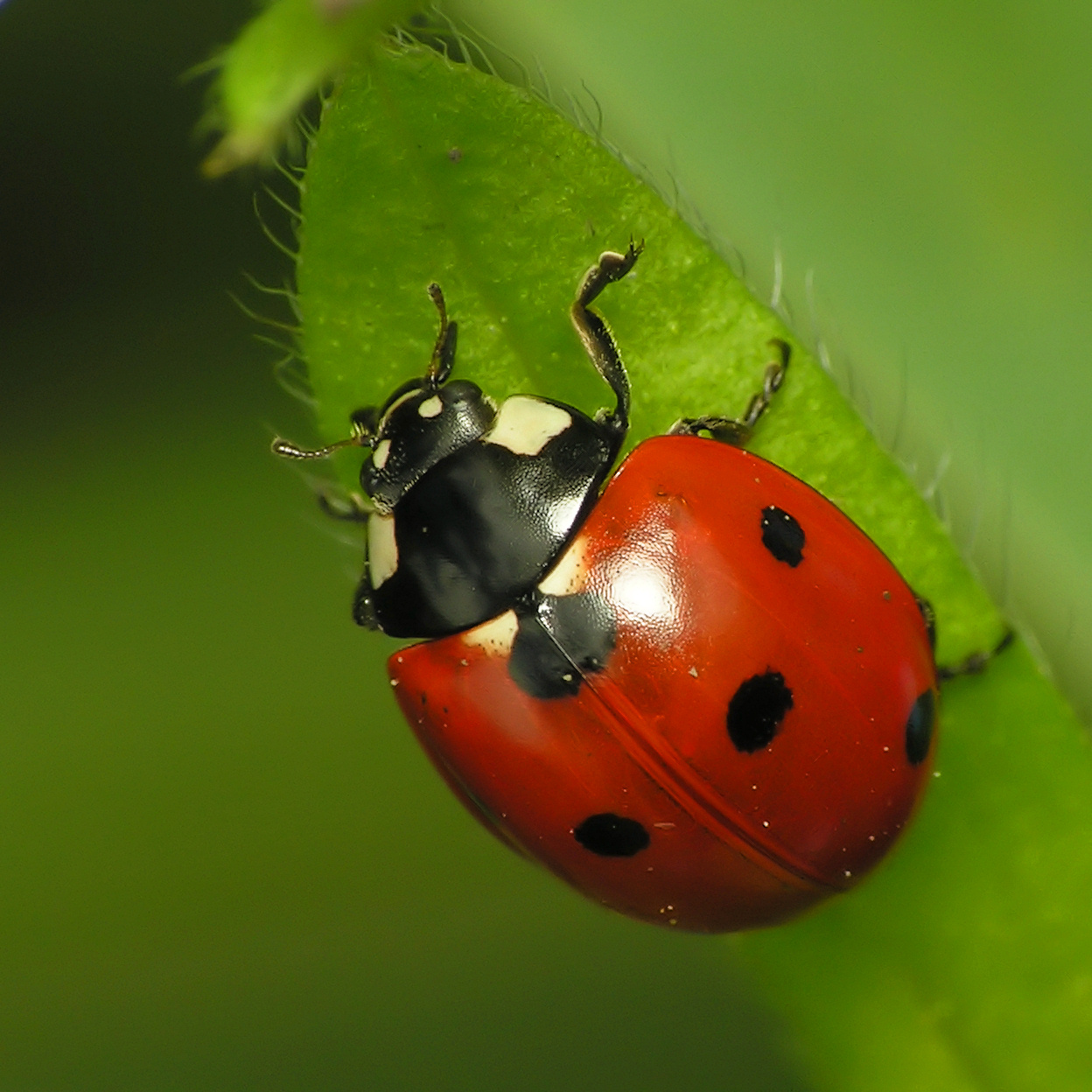
Coccinellidae

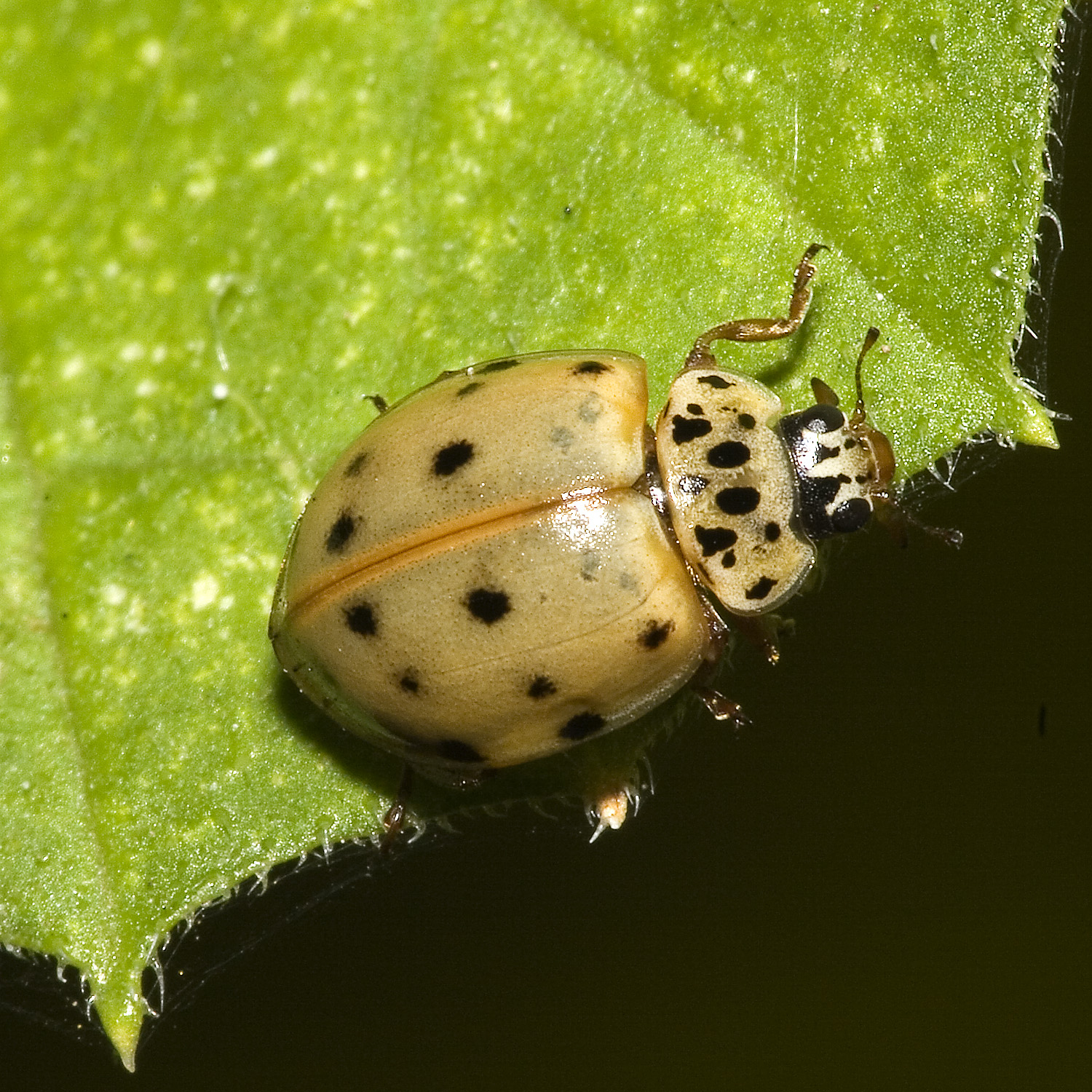
Coccinellidae

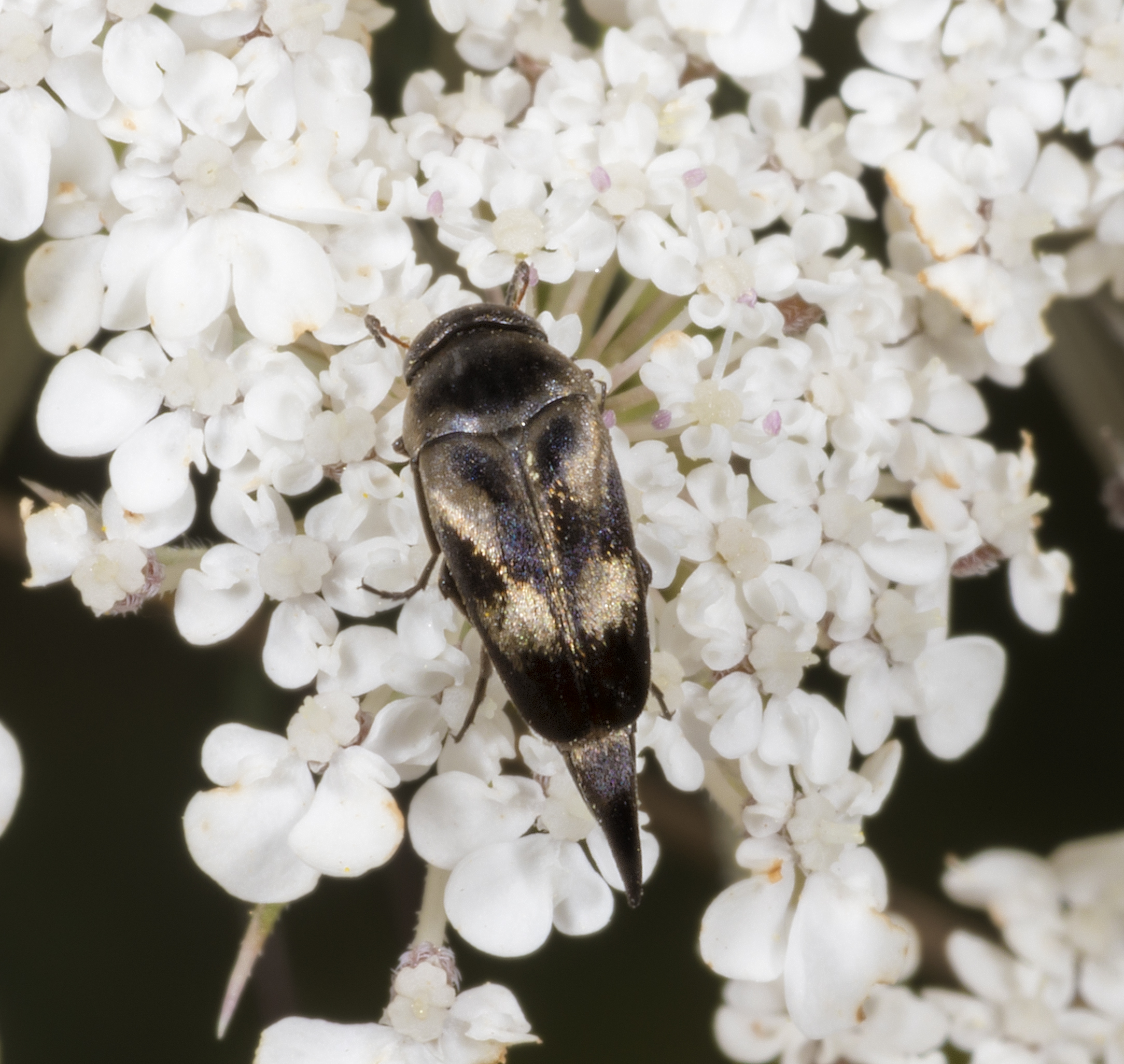
Mordellidae

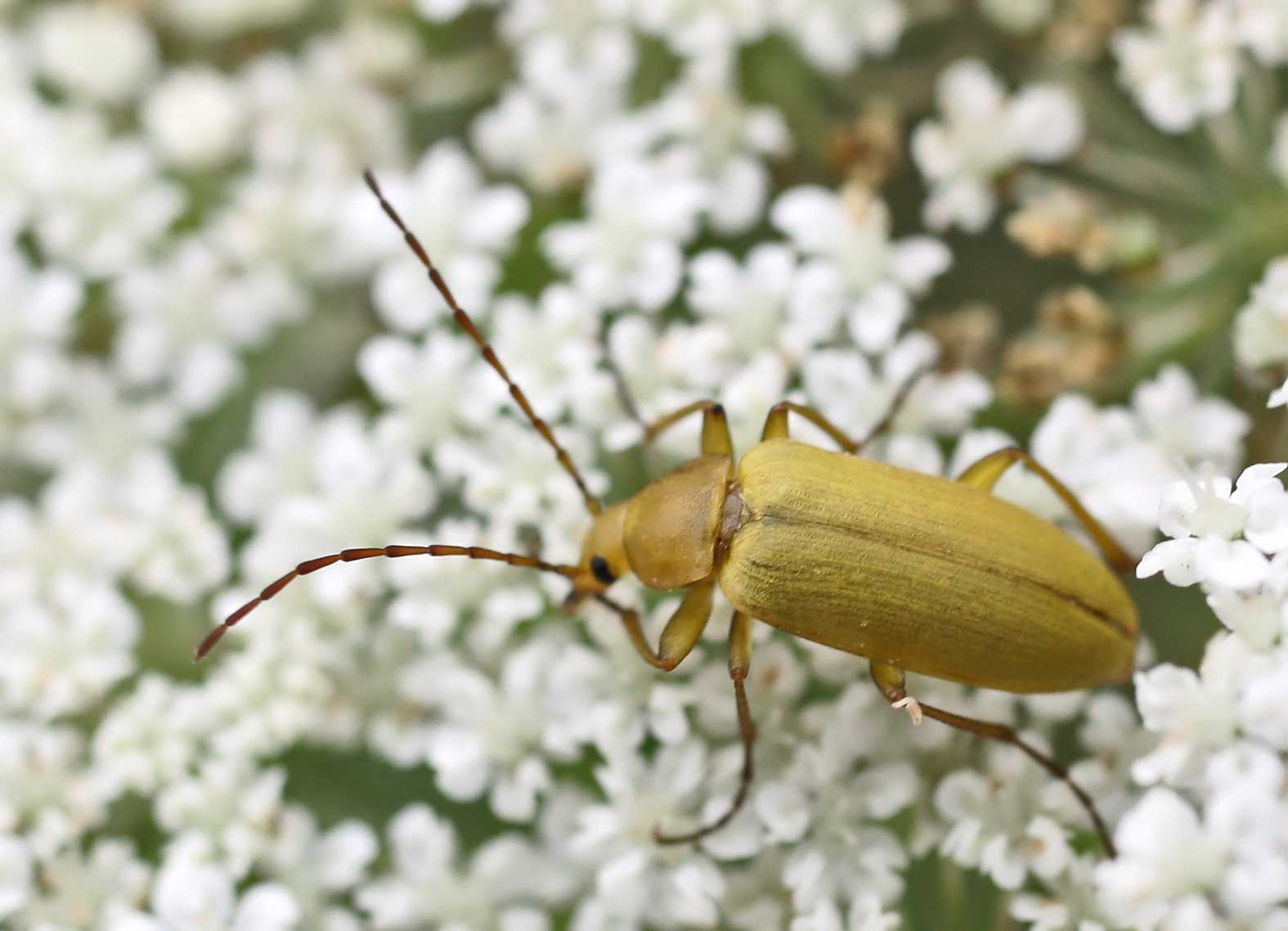
Tenebrionidae (Alleculinae)

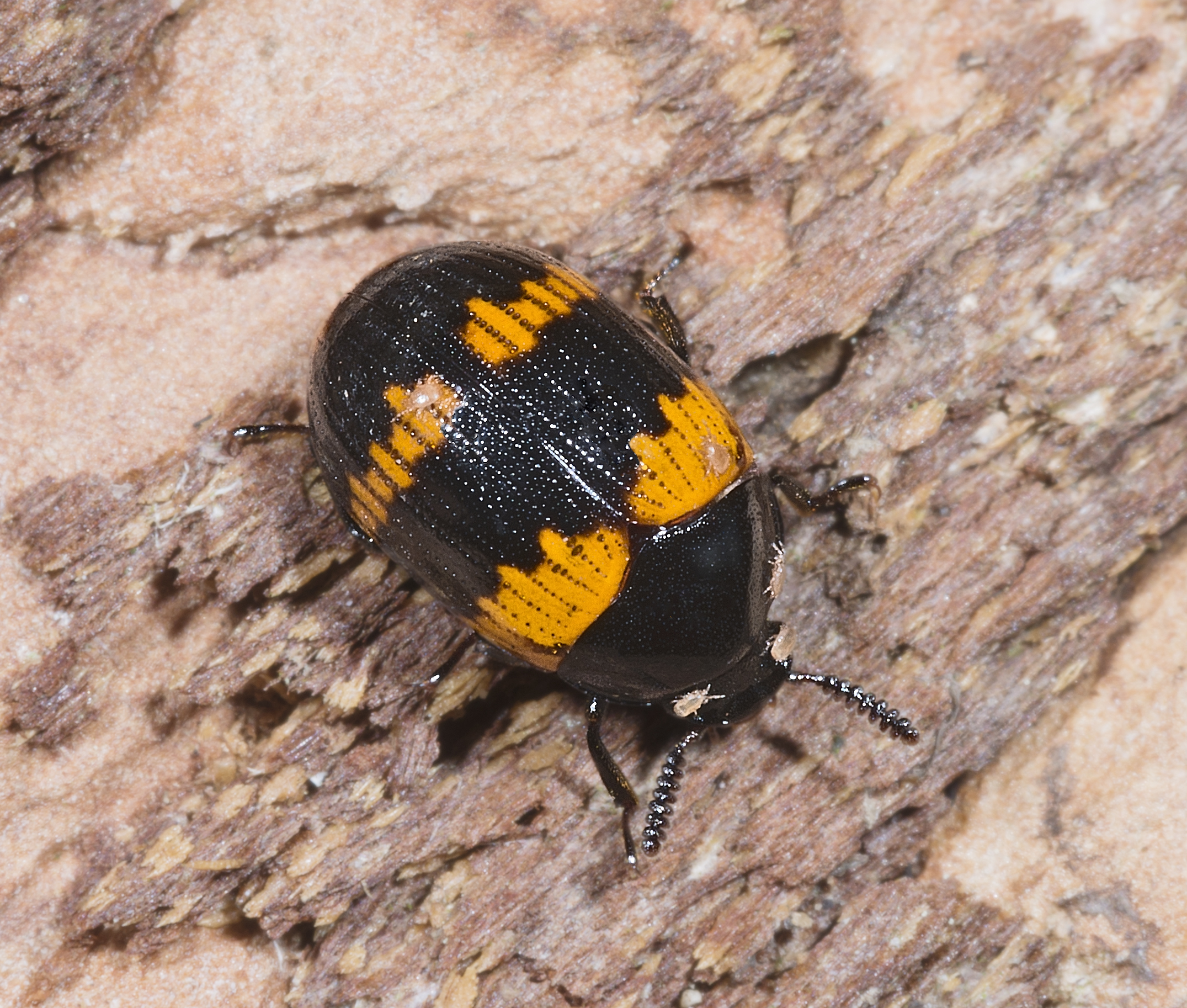
Tenebrionidae (Diaperinae)

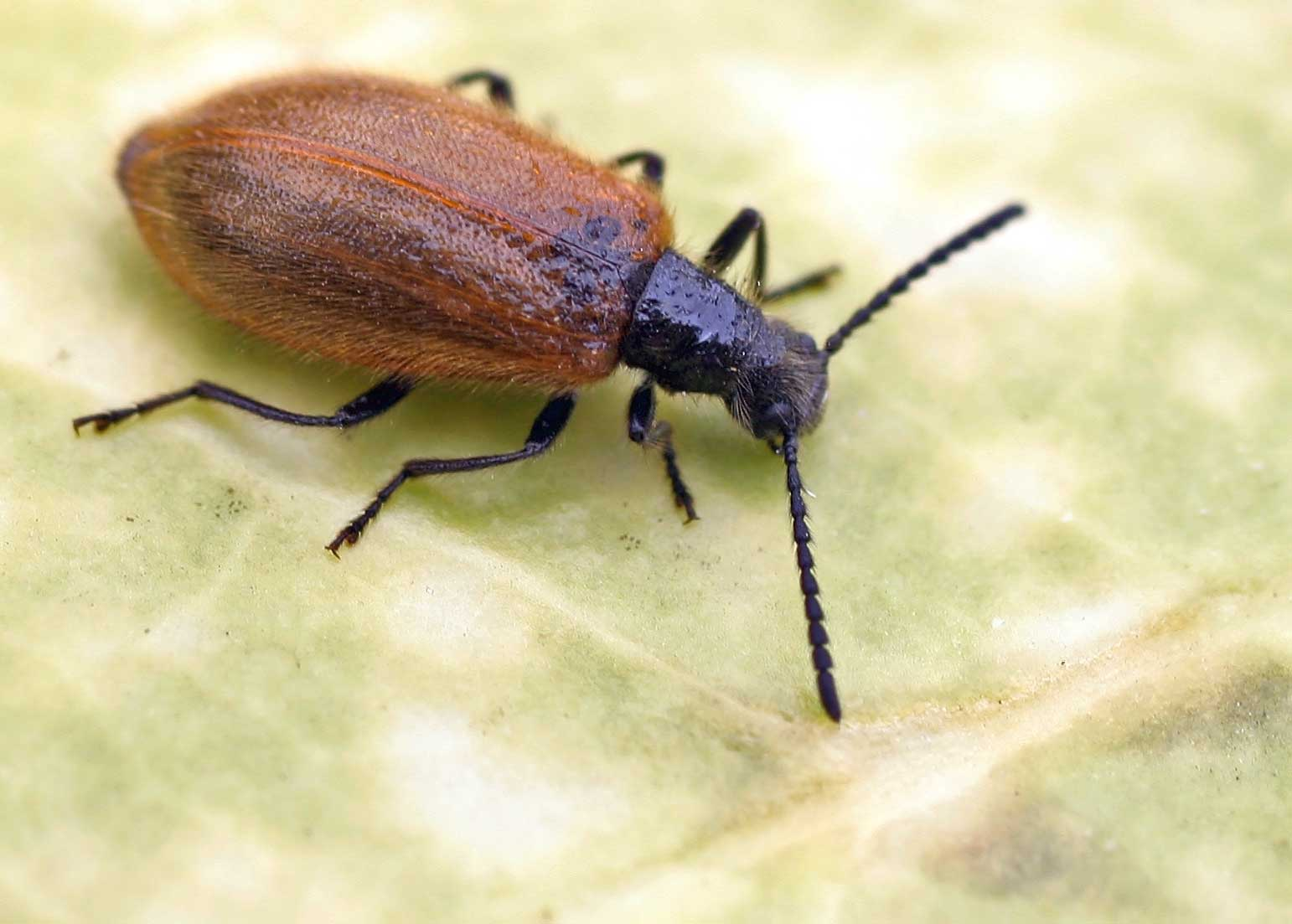
Tenebrionidae (Lagriinae)

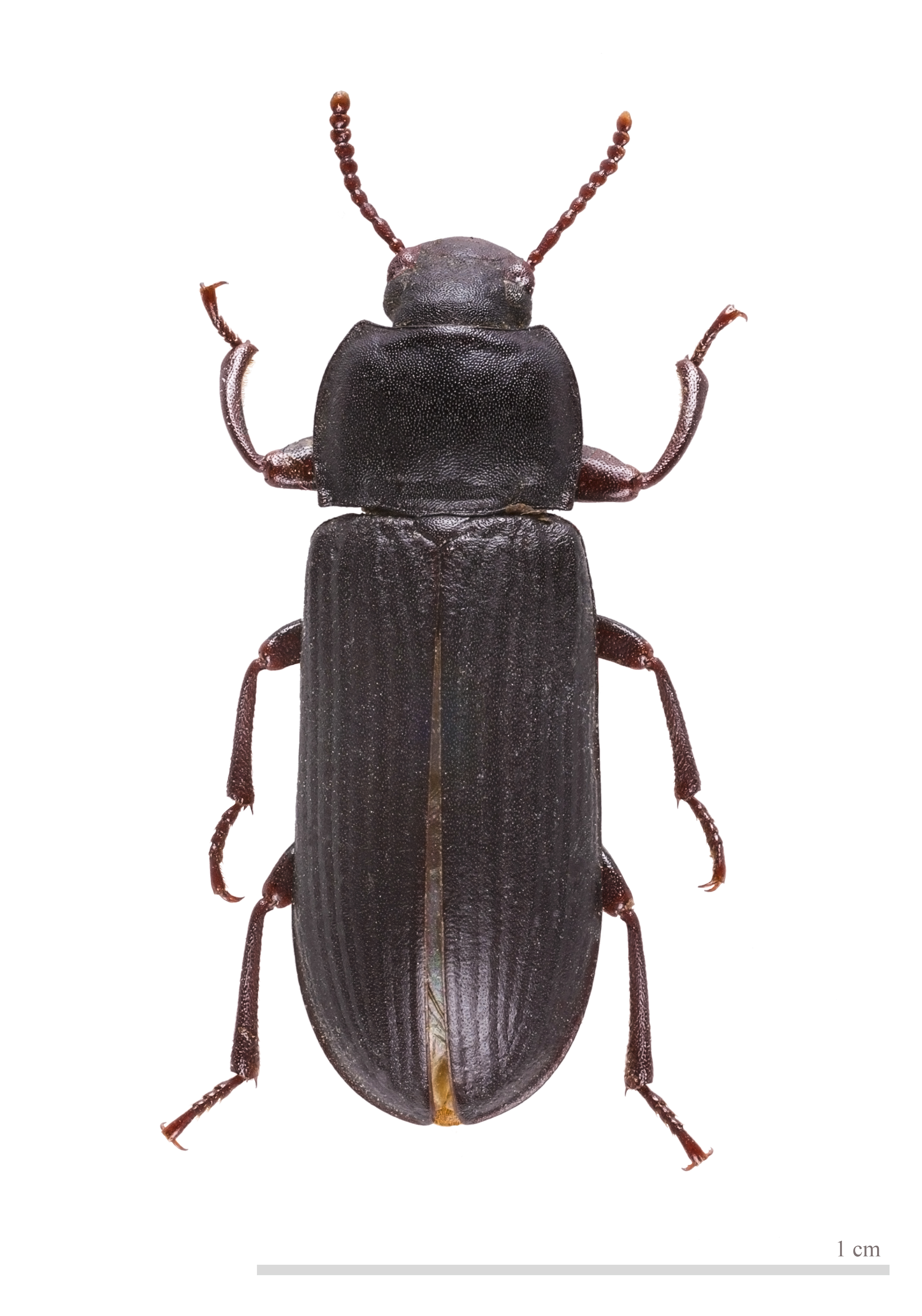
Tenebrionidae (Tenebrioninae)

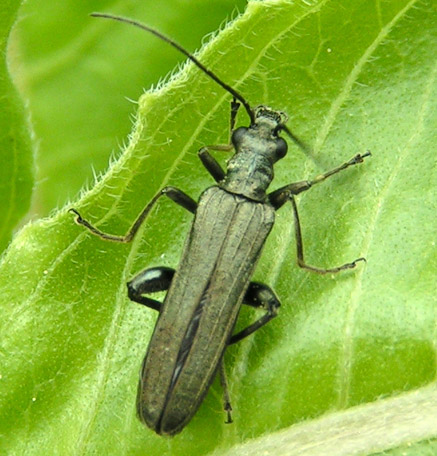
Oedemeridae

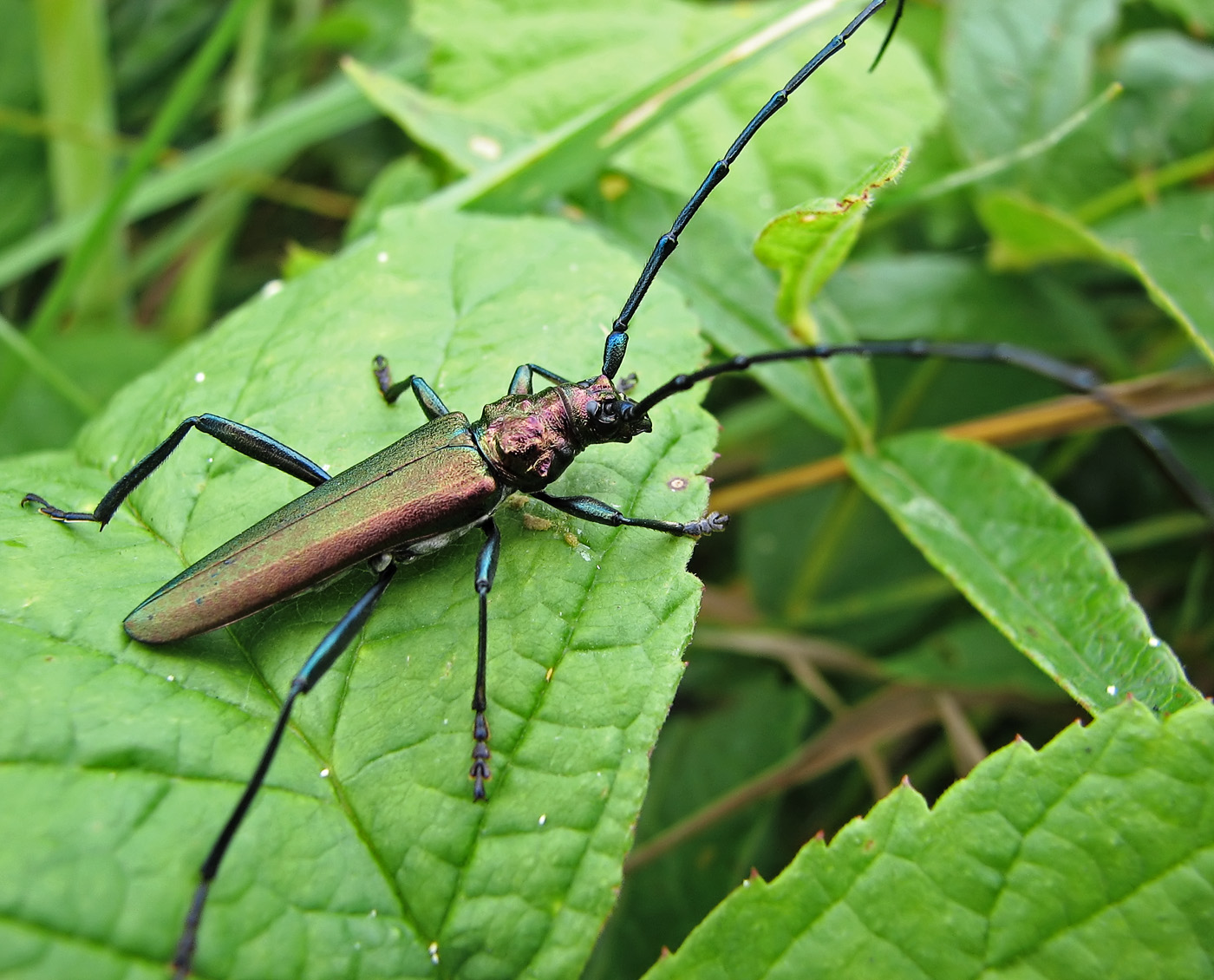
Cerambycidae

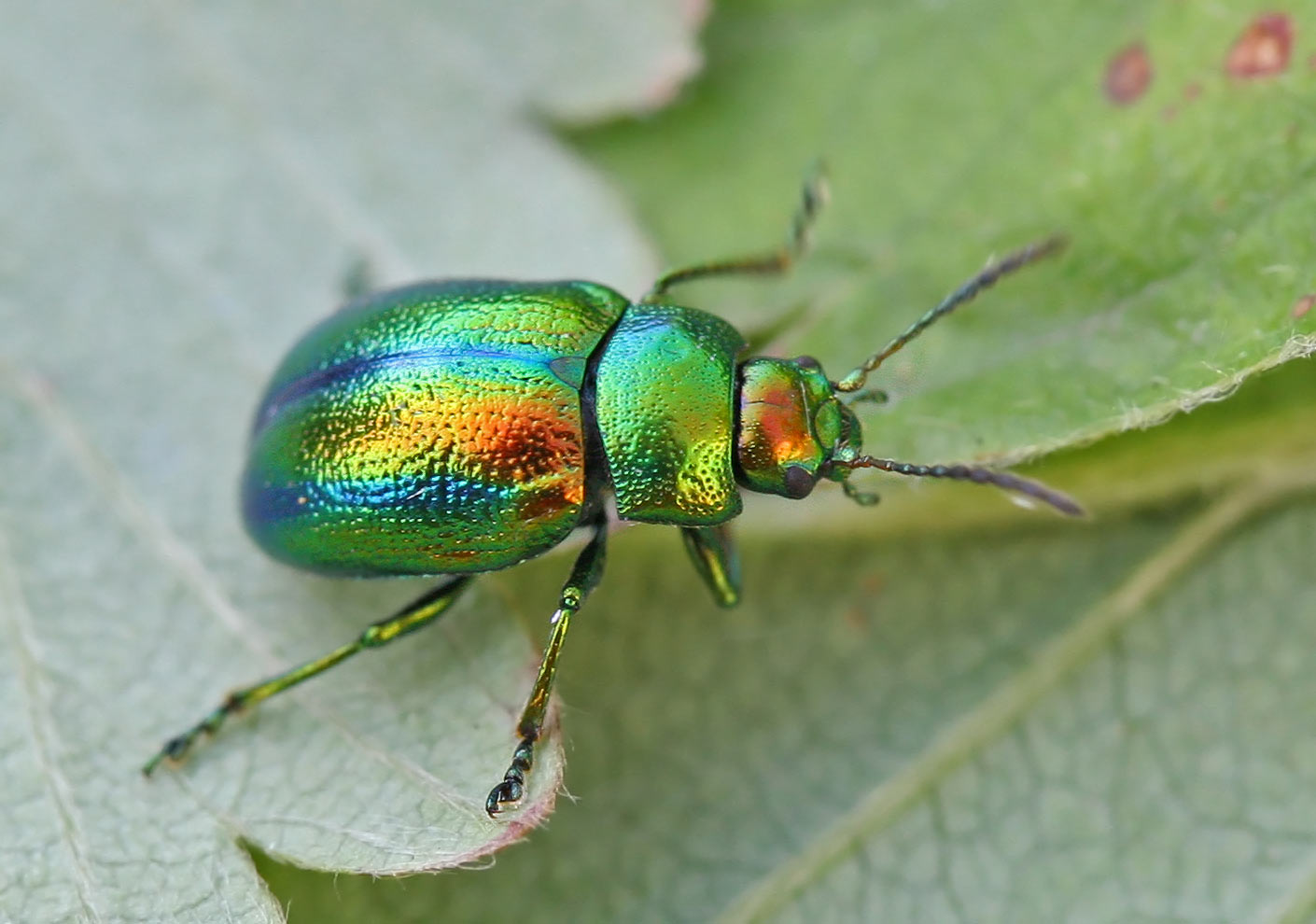
Chrysomelidae (Chrysomelinae)

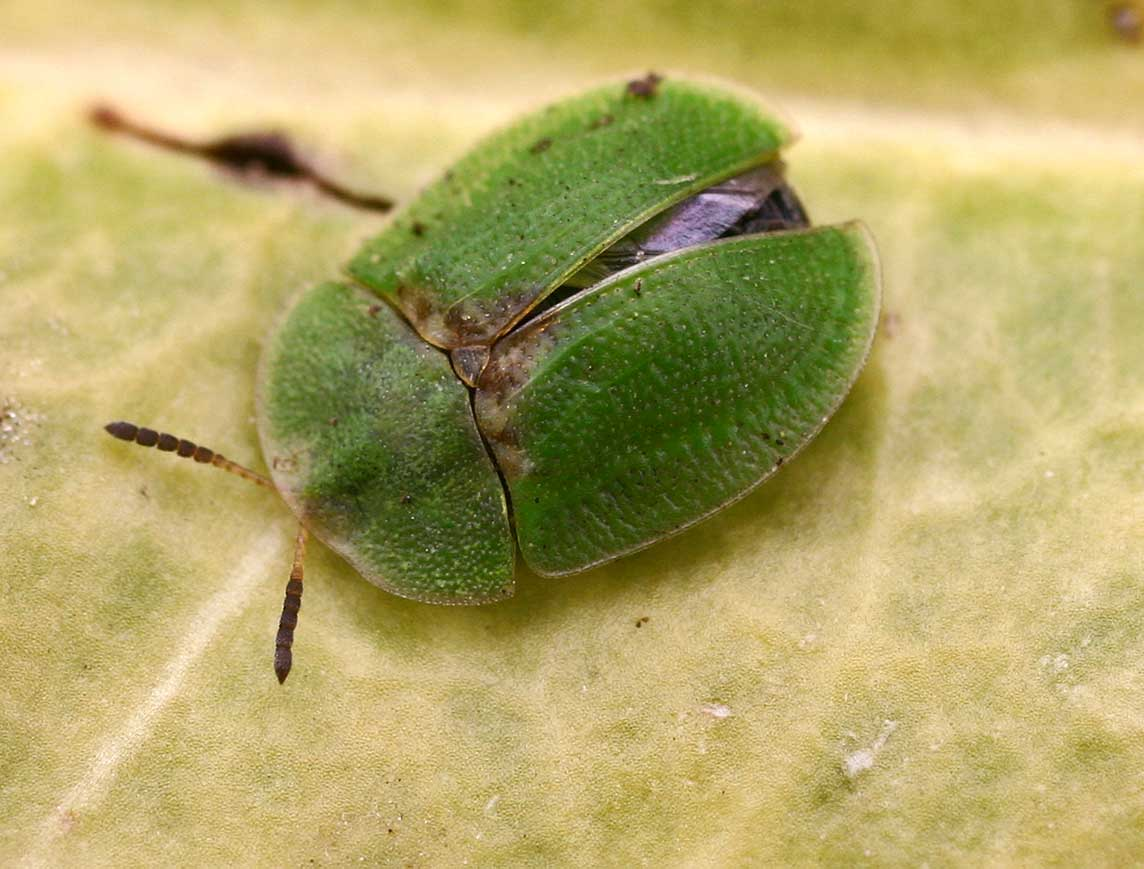
Chrysomelidae (Cassidinae)

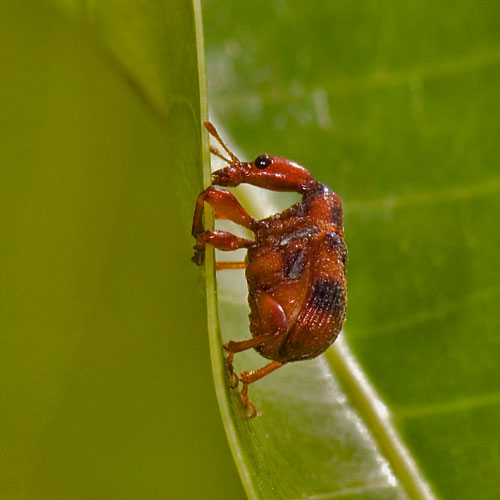
Attelabidae

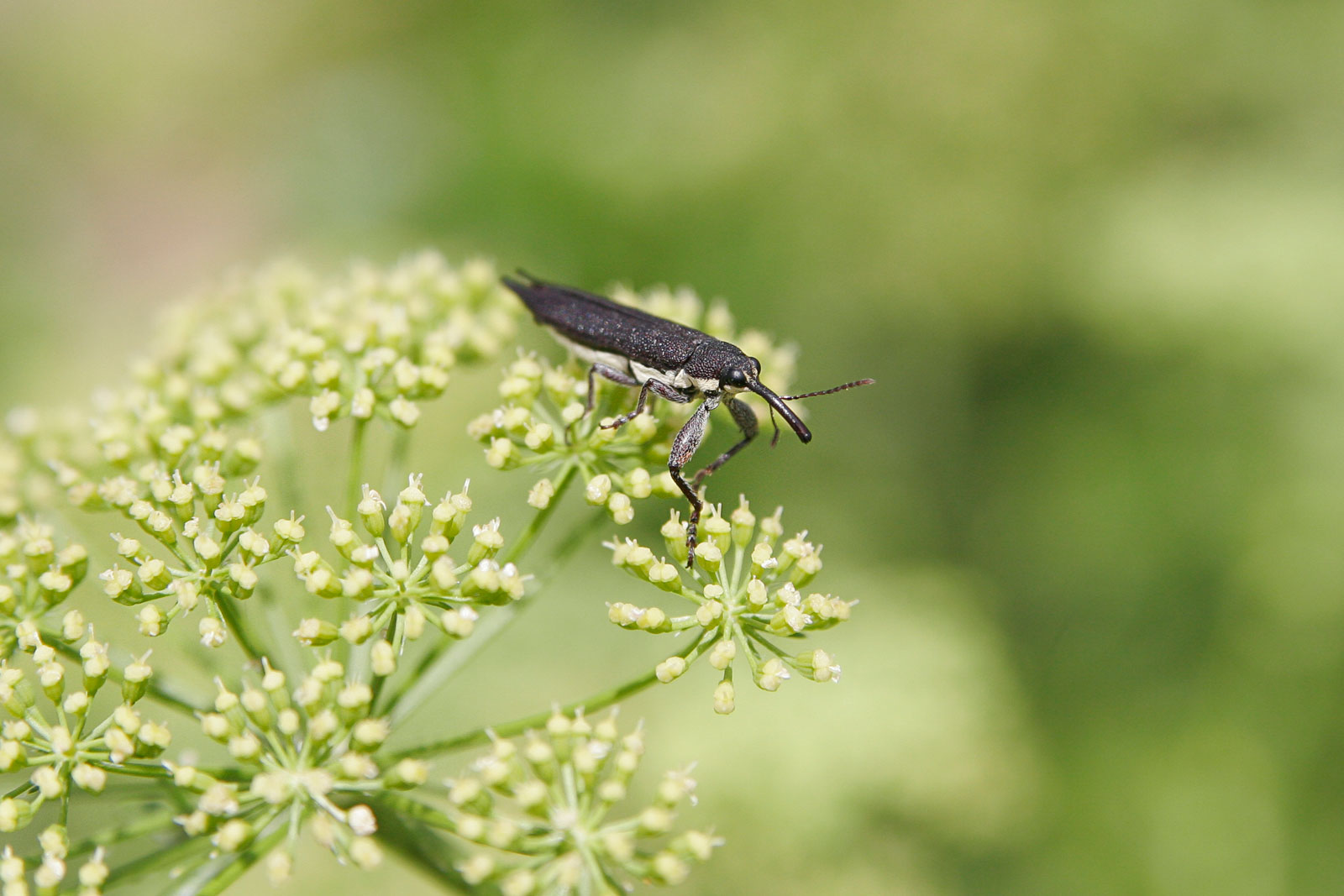
Belidae

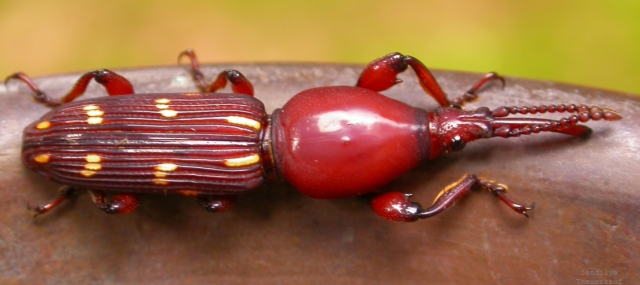
Brentidae

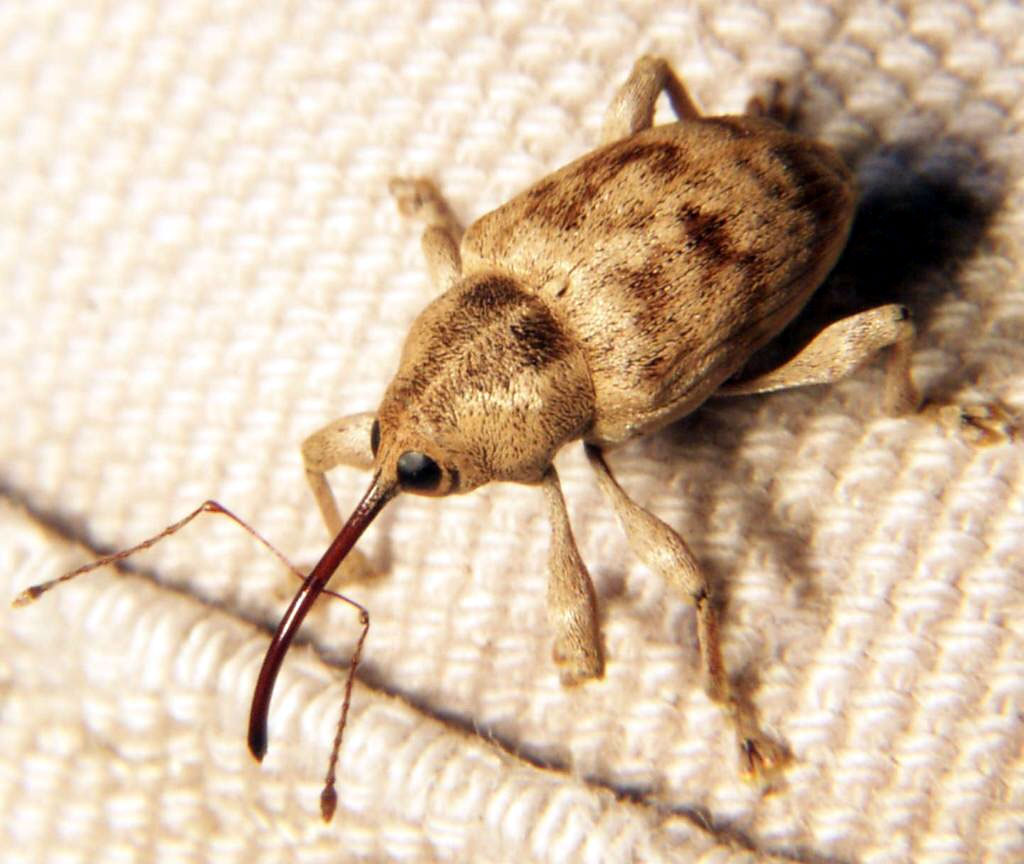
Curculionidae

ORD. COLEOPTERA LINNAEUS, 1758
Subord. Archostemata Kolbe, 1908
Fam. Jurodidae Ponomarenko, 1985
Fam. Ommatidae Sharp & Muir, 1912
Subfam. Tetraphalerinae Croeson, 1962
Subfam. Ommatinae Sharp & Muir, 1912
Fam. Crowsoniellidae Iablokoff-Khnzorian, 1983
Fam. Micromalthidae Barber, 1913
Fam. Cupedidae Laporte, 1836
Subord. Myxophaga Crowson, 1955
Fam. Lepiceridae Hinton 1936 (= Cyathoceridae)
Fam. Torridincolidae Steffan|, 1964
Fam. Hydroscaphidae Leconte, 1874
Fam. Microsporidae Crotch, 1873 (= Sphaeriidae)

Subord. Adephaga Schellenberg, 1806
Fam. Aspidytidae Ribera,et al., 2002
Fam. Meruidae Spangler & Steiner, 2005
Fam. Gyrinidae Latreille, 1810 
Subfam. Spanglerogyrinae Folkerts, 1979
Subfam. Gyrininae Latreille, 1810
Fam. Haliplidae Aubé, 1836
Fam. Trachypachidae C. G. Thomson, 1857
Fam. Noteridae C. G. Thomson, 1860 
Subfam. Phreatodytinae Uéno, 1957
Subfam. Noterinae C. G. Thomson, 1860
Fam. Amphizoidae LeConte, 1853
Fam. Hygrobiidae Régimbart, 1878 (1837)
Fam. Dytiscidae Leach, 1815
Subfam. Copelatinae Van den Branden, 1885
Subfam. Laccophilinae Gistel, 1856
Subfam. Hydroporinae Aubé, 1836
Subfam. Colymbetinae Erichson, 1837
Subfam. Dytiscinae Leach, 1815
Subfam. Aubehydrinae Guingot, 1942
Fam. Rhysodidae Laporte, 1840
Fam. Carabidae Latreille, 1802 
Subfam. Paussinae Latreille, 1807
Subfam. Gehringiinae Darlington, 1933
Subfam. Omophroninae Bonelli, 1810
Subfam. Carabinae Latreille, 1802
Subfam. Cicindelinae Latreille, 1802
Subfam. Hiletinae Schiödte, 1847
Subfam. Loricerinae Bonelli, 1810
Subfam. Elaphrinae Latreille, 1802
Subfam. Migadopinae Chaudoir, 1861
Subfam. Siagoninae Bonelli, 1813
Subfam. Scaritinae Bonelli, 1810
Subfam. Trechinae Bonelli, 1810
Subfam. Harpalinae Bonelli, 1810
Subfam. Pseydomorphinae Newman, 1842
Subfam. Brachininae Bonelli, 1810

Subord. Polyphaga Emery, 1886
Infraorden Staphyliniformia Lameere, 1900
Superfamilia Hydrophiloidea Latreille, 1802
Fam. Hydrophilidae Latreille, 1802
Subfam. Helophirinae Leach, 1915
Subfam. Epimetopinae Zaitzev, 1908
Subfam. Georissinae Laporte, 1840
Subfam. Hydrochinae C. G. Thomson, 1859
Subfam. Spercheinae Erichson, 1837
Subfam. Horelophinae Hansen, 1991
Subfam. Hydrophilinae Latreille, 1802
Subfam. Sphaeridiinae Latreille, 1802
Fam. Sphaeritidae Shuckard, 1839
Fam. Synteliidae Lewis, 1882
Fam. Histeridae Gyllenhal, 1808
Subfam. Niponiinae Fowle, 1912
Subfam. Trypeticinae Bickhardt, 1914
Subfam. Trypanaeinae Marseul, 1857
Subfam. Saprininae Blanchard, 1845
Subfam. Dendrophilinae Reitter, 1909
Subfam. Onthophilinae MacLeay, 1819
Subfam. Tribalinae Bickhardt, 1914
Subfam. Histerinae Gyllenhal, 1808
Subfam. Hetaeriinae Marseul, 1857
Subfam. Chlamydopsinae Bickhardt, 1914
Superfamilia Staphylinoidea Latreille, 1802
Fam. Hydraenidae Mulsant, 1844 
Subfam. Prosthettopinae Perkins in Perkins & Balfour-Browne, 1994
Subfam. Hydraeninae Mulsant, 1844
Subfam. Ochthebiinae C. G. Thomson, 1859
Fam. Ptiliidae Erichson, 1845/Motschulsky, 1845 (= Trichopterygidae)
Subfam. Ptiliinae Erichson, 1845/Motschulsky, 1845
Subfam. Nanosellinae Barber, 1924
Subfam. Cephaloplectinae Sharp, 1883
Subfam. Acrotrichinae Reitter, 1909 (1856)
Fam. Agyrtidae C.G. Thomson, 1859
Fam. Leiodidae Fleming, 1821 (= Anisotomidae, Liodidae)
Subfam. Camiarinae Jeannel, 1911
Subfam. Catopocerinae Hatch, 1927
Subfam. Leiodinae Fleming, 1821
Subfam. Coloninae Horn, 1880 (1859)
Subfam. Cholevinae Kirby, 1837
Subfam. Platypsyllinae Ritsema, 1869 (= Leptininae)
Fam. Scydmaenidae Leach, 1815 
Subfam. Mastiginae Fleming, 1821
Subfam. Scydmaeninae Leach, 1815
Fam. Silphidae Latreille, 1807 
Subfam. Silphinae Latreille, 1807
Subfam. Nicrophorinae Kirby, 1837
Fam. Staphylinidae Latreille, 1802
Subfam. Glypholomatinae Jeannel, 1962
Subfam. Microsilphinae Crowson, 1950
Subfam. Omaliinae MacLealy, 1825
Subfam. Empelinae Newton & Thayer, 1992
Subfam. Proteininae Erichson, 1839
Subfam. Micropeplinae Leach, 1815
Subfam. Neophoninae Fauvel, 1905
Subfam. Dasycerinae Reitter, 1887
Subfam. Protopselaphinae Newton & Thayer, 1995
Subfam. Pselaphinae Latreille, 1802
Subfam. Phloeocharinae Erichson, 1839
Subfam. Olisthaerinae C.G. Thomson, 1858
Subfam. Tachyporinae MacLealy, 1825
Subfam. Trichophyinae C.G. Thomson, 1858
Subfam. Habrocerinae Mulsant & Rey, 1877
Subfam. Aleocharinae Fleming, 1821
Subfam. Trigonurinae Reiche, 1865
Subfam. Apateticinae Fauvel, 1895
Subfam. Scaphidiinae Latreille, 1807
Subfam. Piestinae Erichson, 1839
Subfam. Osoriinae Erichson, 1839
Subfam. Oxytelinae Fleming, 1821
Subfam. Oxyporinae Fleming, 1821
Subfam. Megalopsidiinae Leng, 1920 (=Stylopodinae)
Subfam. Steninae MacLealy, 1825
Subfam. Euaesthetinae C.G. Thomson, 1859
Subfam. Solieriinae Newton & Thayer, 1992
Subfam. Leptotyphlinae Fauvel, 1874
Subfam. Pseudopsinae Ganglbauer, 1895
Subfam. Paederinae Fleming, 1821
Subfam. Staphylininae Latreille, 1802
Infraorden Scarabaeiformia Crowson, 1960
Superfamilia Scarabaeoidea Latreille, 1802
Fam. Lucanidae Latreille, 1804 
Subfam. Aesalinae MacLeay, 1819
Subfam. Nicaginae LeConte, 1861
Subfam. Syndesinae MacLeay, 1819
Subfam. Lampriminae MacLeay, 1819
Subfam. Penichrolucaninae Arrow, 1950
Subfam. Lucaninae Latreille, 1804
Fam. Passalidae Leach, 1815
Subfam. Aulococyclinae Kamp, 1868
Subfam. Passalinae Leach, 1815
Fam. Trogidae MacLeay, 1819
Fam. Glaresidae Semenov Tian-Shanskij & Medvedev, 1932
Fam. Pleocomidae LeConte, 1861
Fam. Diphyllostomatidae Holloway, 1972
Fam. Geotrupidae Latreille, 1802
Subfam. Bolboceratinae Mulsant, 1842
Subfam. Geotrupinae Latreille, 1802
Subfam. Lethrinae Mulsant & Rey, 1871
Fam. Belohinidae Paulian, 1959
Fam. Ochodaeidae Mulsant & Rey, 1871
Subfam. Ochodaeinae Mulsant & Rey, 1871
Subfam. Chaetocanthinae Scholtz in Scholtz et. al., 1988
Fam. Ceratocanthidae Cartwright & Gordon, 1971 (= Acanthiceridae)
Fam. Hybosoridae Erichson, 1847
Fam. Glaphyridae MacLeay, 1819
Fam. Scarabaeidae Latreille, 1802 
Subfam. Aphodiinae Leach, 1815
Subfam. Scarabaeinae Latreille, 1802
Subfam. Pachypodinae Erichson, 1840
Subfam. Orphninae Erichson, 1847
Subfam. Allidiostomatinae Arrow, 1940
Subfam. Dynamopodinae Arrow, 1911
Subfam. Aclopinae Milne-Edwards, 1850
Subfam. Euchirinae Hope, 1840
Subfam. Phaenomeridinae Erichson, 1847
Subfam. Melolonthinae Samouelle, 1819
Subfam. Rutelinae Latreille, 1802
Subfam. Dynastinae MacLeay, 1819
Subfam. Cetoniinae Leach, 1815
Infraorden Elateriformia Crowson, 1960 (= Dascilliformia, Eucinetiformia) 
Superfamilia Scirtoidea Fleming, 1821 (Eucinetoidea)
Fam. Decliniidae Nikitsky i cols., 1994
Fam. Eucinetidae Lacordaire, 1857
Fam. Clambidae Fischer, 1821 
Subfam. Calyptomerinae Crowson, 1955
Subfam. Acalyptomerinae Crowson, 1979
Subfam. Clambinae Fischer, 1821
Fam. Scirtidae Fleming, 1821 (= Helodidae)
Superfamilia Dascilloidea Guérin-Méneville, 1843 (1834)
Fam. Dascillidae Guérin-Méneville, 1843 
Subfam. Dascillinae Guérin-Méneville, 1843
Subfam. Karumiinae Escalera, 1913
Fam. Rhipiceridae Latreille, 1834
Superfamilia Buprestoidea Leach, 1815
Fam. Buprestidae Leach, 1815 
Subfam. Schizopodinae LeConte, 1861
Subfam. Julodinae Lacordaire, 1857
Subfam. Buprestinae Leach, 1815
Subfam. Agrilinae Laporte, 1835
Superfamilia Byrrhoidea Latreille, 1804 (=Dryopoidea)
Fam. Byrrhidae Latreille, 1804 
Subfam. Byrrhinae Latreille, 1804
Subfam. Syncalyptinae Mulsant & Rey, 1869
Subfam. Amphicyrtinae LeConte, 1861
Fam. Elmidae Curtis, 1830 
Subfam. Larainae LeConte, 1861
Subfam. Elminae Curtis, 1830
Fam. Dryopidae Billberg, 1820 (1817)
Fam. Lutrochidae Kasap & Crowson, 1975
Fam. Limnichidae Erichson, 1846 
Subfam. Hyphalinae Britton, 1971
Subfam. Limnichinae Erichson, 1846
Subfam. Cephalobyrrhinae Champion, 1925
Subfam. Thaumastodinae Champion, 1924
Fam. Heteroceridae MacLeay, 1825 
Subfam. Elythomerinae MacLeay, 1825
Subfam. Heterocerinae MacLeay, 1825
Fam. Psephenidae Lacordaire, 1854 
Subfam. Eubriinae Lacordaire, 1857
Subfam. Psephenoidinae Hinton, 1939
Subfam. Eubrianacinae Jacobson, 1913
Subfam. Psepheninae Lacordaire, 1854
Fam. Cneoglossidae Champion, 1897
Fam. Anchytarsinae Champion, 1897
Subfam. Cladotominae Pic, 1914
Subfam. Apoglossinae Champion, 1897
Subfam. Araeopidiinae Lawrence, 1991
Subfam. Ptilodactylinae Laporte, 1836
Fam. Chelonariidae Blanchard, 1845
Fam. Eulichadidae Crowson, 1973 (= Lichadidae)
Fam. Callirhipidae Emden, 1924
Superfamilia Elateroidea Leach, 1815
Fam. Artematopodidae Lacordaire, 1857
Subfam. Electribiinae Crowson, 1957
Subfam. Artematopodinae Lacordaire, 1857
Fam. Brachypsectridae LeConte & Horn, 1883
Fam. Cerophytidae Latreille, 1834
Fam. Eucnemidae Eschscholtz, 1829 (= Melasidae)
Subfam. Perothopinae Lacordaire, 1857
Subfam. Phyllocerinae Reitter, 1905
Subfam. Pseudomeninae Muona, 1993
Subfam. Palaeoxeninae Muona, 1993
Subfam. Phlegoninae Muona, 1993
Subfam. Melasinae Fleming, 1821
Subfam. Eucneminae Eschscholtz, 1829
Subfam. Macraulacinae Fleutiaux, 1923
Fam. Throscidae Laporte, 1840
Fam. Elateridae Leach, 1815 
Subfam. Cebrioninae Latreille, 1802
Subfam. Tetralobinae Laporte, 1840
Subfam. Thylacosterninae Fleutiaux, 1920
Subfam. Lissominae Laporte, 1835
Subfam. Semiotinae Jacobson, 1913
Subfam. Pityobiinae Hyslop, 1917
Subfam. Oxynopterinae Candèze, 1857
Subfam. Agrypninae Candèze, 1857
Subfam. Denticollinae Stein & Weise, 1877
Subfam. Negastriinae Nakane & Kishii, 1956
Subfam. Diminae Candèze, 1863
Subfam. Cardiophorinae Candèze, 1859
Subfam. Hemiopinae Fleutiaux, 1941
Subfam. Physodactylinae Lacordaire, 1857
Subfam. Eudicronichinae Girard, 1971
Subfam. Anischiinae Fleutiaux, 1936
Subfam. Subprotelaterinae Fleutiaux, 1920
Fam. Plastoceridae Crowson, 1972
Fam. Drilidae Blanchard, 1845
Fam. Omalisidae Lacordaire, 1857
Fam. Lycidae Laporte, 1836 
Subfam. Lycinae Laporte, 1836
Subfam. Leptolycinae Leng & Mutchler, 1922
Subfam. Ateliinae Kleine, 1928
Subfam. Metriorrhynchinae Kleine, 1926
Subfam. Erotinae LeConte, 1881
Subfam. Calochrominae Lacordaire, 1857
Fam. Telegeusidae Leng, 1920
Fam. Phengodidae LeConte, 1861
Subfam. Rhagophthalminae Olivier, 1907
Subfam. Phengodinae LeConte, 1861
Fam. Lampyridae Latreille, 1817 
Subfam. Pterotinae LeConte, 1861
Subfam. Ototretadrilinae Crowson, 1972
Subfam. Cyphonocerinae Crowson, 1972
Subfam. Ototretinae McDermott, 1964
Subfam. Amydetinae Olivier, 1907
Subfam. Lampyrinae Latreille, 1817
Subfam. Luciolinae Lacordaire, 1857
Subfam. Photurinae Lacordaire, 1857
Fam. Omethidae LeConte, 1861
Subfam. Driloniinae Crowson, 1972
Subfam. Matheteinae LeConte, 1881
Subfam. Omethinae LeConte, 1861
Fam. Cantharidae Imhoff, 1856 (1815) 
Subfam. Cantharinae Imhoff, 1856 (1815)
Subfam. Silinae Mulsant, 1862
Subfam. Dysmorphocerinae Brancucci, 1980
Subfam. Malthininae Kiesenwetter, 1852
Subfam. Chauliognathinae LeConte, 1861
Fam. Podabrocephalidae Pic, 1930
Fam. Rhinorhipidae Lawrence, 1988
Infraorden Bostrichiformia Forbes, 1926
Superfamilia Derodontoidea LeConte, 1861
Fam. Derodontidae LeConte, 1861
Subfam. Peltasticinae LeConte, 1861
Subfam. Derodontinae LeConte, 1861
Subfam. Laricobiinae Mulsant & Rey, 1863-64
Superfamilia Bostrichoidea Latreille, 1802
Fam. Dermestidae Latreille, 1804
Subfam. Dermestinae Latreille, 1804
Subfam. Marioutinae Jacobson, 1913
Subfam. Thorictinae Agassiz, 1846
Subfam. Orphilinae LeConte, 1861
Subfam. Trinodinae Casey, 1900
Subfam. Thylodriinae Semenov-Tian-Shanskij, 1913
Subfam. Attegeninae Laporte, 1840
Subfam. Megatominae Leach, 1815
Fam. Endecatomidae LeConte, 1861
Fam. Bostrichidae Latreille, 1802
Subfam. Dysidinae Lesne, 1921
Subfam. Polycaoninae Lesne, 1896
Subfam. Bostrichinae Latreille, 1802
Subfam. Psoinae Blanchard, 1851
Subfam. Dinoderinae C. G. Thomson, 1863
Subfam. Lyctinae Billberg, 1820
Subfam. Euderiinae Lesne, 1934
Fam. Anobiidae Fleming, 1821 
Subfam. Eucradinae LeConte, 1861 (=Hedobiinae)
Subfam. Ptininae Latreille, 1802
Subfam. Dryophilinae LeConte, 1861
Subfam. Ernobiinae Pic, 1912
Subfam. Anobiinae Fleming, 1821
Subfam. Ptilininae Schuckard, 1840
Subfam. Alvarenganiellinae Viana & Martínez, 1971
Subfam. Xyletininae Gistel, 1856
Subfam. Dorcatominae C. G. Thomson, 1859
Subfam. Mesocoelopodinae Mulsant & Rey, 1864
Fam. Jacobsonidae Heller, 1926
Infraorden Cucujiformia Lameere, 1938
Superfamilia Lymexyloidea Fleming, 1821
Fam. Lymexylidae Fleming, 1821 
Subfam. Hylecoetinae Gistel, 1856
Subfam. Lymexylinae Fleming, 1821
Subfam. Melittommatinae Wheller, 1986
Superfamilia Cleroidea Latreille, 1802
Fam. Phloiophilidae Kiesenwetter, 1863
Fam. Trogossitidae Latreille, 1802 
Subfam. Protopeltinae Crowson, 1966
Subfam. Larinotinae Slipinski, 1992
Subfam. Peltinae Kirby, 1837 (=Ostominae)
Subfam. Rentoniinae Crowson, 1966
Subfam. Decamerinae Crowson, 1964
Subfam. Lophocaterinae Crowson, 1964
Subfam. Calitinae Reitter, 1922
Subfam. Eugoliinae Lacordaire, 1854
Subfam. Trogossitinae Latreille, 1802 (=Temnochilinae)
Fam. Chaetosomatidae Crowson, 1952
Fam. Cleridae Latreille, 1802
Subfam. Thaneroclerinae Chapin, 1924
Subfam. Tillinae Leach, 1815
Subfam. Hydnocerinae Spinola, 1844
Subfam. Clerinae Latreille, 1802
Subfam. Epiphloeinae Kuwert, 1893
Subfam. Enopliinae Gistel, 1856
Subfam. Tarsosteninae Jacquelin du Val, 1860
Subfam. Korynetinae Laporte, 1836
Fam. Acanthocnemidae Crowson, 1964
Fam. Phycosecidae Crowson, 1952
Fam. Prionoceridae Lacordaire, 1857
Fam. Melyridae Leach, 1815 
Subfam. Melyrinae Leach, 1815
Subfam. Rhadalinae LeConte, 1861
Subfam. Gietellinae Constantin & Menier, 1987
Subfam. Dasytinae Laporte, 1840
Subfam. Malachiinae Fleming, 1821
Superfamilia Cucujoidea Latreille, 1802 (= Clavicornia)
Fam. Protocucujidae Crowson, 1954
Fam. Sphindidae Jacquelin du Val, 1860 (= Aspidiphoridae)
Subfam. Protosphindidae Sen Gupta & Crowson, 1979
Subfam. Odontosphindidae Sen Gupta & Crowson, 1979
Subfam. Sphindiphorinae Sen Gupta & Crowson, 1979
Subfam. Sphindinae Jacquelin du Val, 1860
Fam. Brachypteridae Erichson, 1845 (= Cateretidae, Kateretidae)
Fam. Nitidulidae Latreille, 1802
Subfam. Calonecrinae Kirejtshuk, 1982
Subfam. Carpophilinae Erichson, 1842
Subfam. Meligethinae C. G. Thomson, 1859
Subfam. Nitidulinae Latreille, 1802
Subfam. Cillaeinae Kirejtshuk & Audisio in Kirejtshuk, 1986
Subfam. Cryptarchinae C. G. Thomson, 1859
Subfam. Cybocephalinae Jacquelin du Val, 1858
Fam. Smicripidae Horn, 1879
Fam. Monotomidae Laporte, 1840 
Subfam. Rhizophaginae Redtenbacher, 1845
Subfam. Monotominae Laporte, 1840
Fam. Boganiidae Sen Gupta & Crowson, 1966
Subfam. Paracucujinae Endrödy-Younga & Crowson, 1986
Subfam. Boganiinae Sen Gupta & Crowson, 1966
Fam. Helotidae Reitter, 1876/Chapuis, 1876
Fam. Phloeostichidae Reitter, 1911
Subfam. Phloeostichinae Reitter, 1911
Subfam. Hymaeinae Sen Gupta & Crowson, 1966
Subfam. Agapythinae Sen Gupta & Crowson, 1969
Subfam. Myraboliinae Lawrence & Britton, 1991
Subfam. Priasilphinae Crowson, 1973
Subfam. Tasmosalpinginae Lawrence & Britton, 1991
Fam. Silvanidae Kirby, 1837 
Subfam. Brontinae Erichson, 1845/Blanchard, 1845
Subfam. Silvaninae Kirby, 1837
Fam. Cucujidae Latreille, 1802
Fam. Laemophloeidae Ganglbauer, 1899
Fam. Propalticidae Crowson, 1952
Fam. Phalacridae Leach, 1815
Subfam. Phaenocephalinae MAtthews, 1899
Subfam. Phalacrinae Leach, 1815
Fam. Hobartiidae Sen Gupta & Crowson, 1966
Fam. Cavognathidae Sen Gupta & Crowson, 1966
Fam. Cryptophagidae Kirby, 1837 
Subfam. Hypocoprinae Reitter, 1879
Subfam. Cryptophaginae Kirby, 1837
Subfam. Atomariinae LeConte, 1861
Fam. Lamingtonoiidae Sen Gupta & Crowson, 1969
Fam. Languriidae Crotch, 1873 
Subfam. Xenoscelinae Ganglbauer, 1899
Subfam. Setariolinae Crowson, 1952
Subfam. Languriinae Crotch, 1873
Subfam. Cryptophilinae Casey, 1900
Subfam. Toraminae Sen Gupta, 1967
Fam. Erotylidae Latreille, 1802 
Subfam. Dacninae Gistel, 1856
Subfam. Megalodacninae Sen Gupa, 1969
Subfam. Encaustinae Crotch, 1876
Subfam. Tritominae Curtis, 1834
Subfam. Erotylinae Latreille, 1802
Fam. Byturidae Jacquelin du Val, 1858 
Subfam. Platydascillinae Pic, 1914
Subfam. Byturinae Jacquelin du Val, 1858
Fam. Biphyllidae LeConte, 1861
Fam. Bothrideridae Erichson, 1845 
Subfam. Teredinae Seidlitz, 1888
Subfam. Xylariderinae Erichson, 1845
Subfam. Anommatinae Ganglbauer, 1899
Subfam. Bothriderinae Erichson, 1845
Fam. Cerylonidae Bilberg, 1820 
Subfam. Euxestinae Grouvelle, 1908
Subfam. Loeblioryloninae Slipinski, 1990
Subfam. Ostomopsonae Sen Gupa & Crowson, 1973
Subfam. Murmidiinae Jacquelin du Val, 1858
Subfam. Ceryloninae Bilberg, 1820
Fam. Alexiidae Imhoff, 1856
Fam. Discolomatidae Horn, 1878
Subfam. Notiophyginae Jacobson, 1915
Subfam. Discolomatinae Horn, 1878
Subfam. Aphanocephalinae Grouvelle, 1912
Subfam. Cephalophaninae John, 1954
Subfam. Pondonatinae John, 1954
Fam. Endomychidae Leach, 1815 
Subfam. Merophysiinae Seidlitz, 1872
Subfam. Holoparamecinae Seidlitz, 1888
Subfam. Leiestinae C. G. Thomson, 1963
Subfam. Eupsilobiinae Casy, 1895
Subfam. Endomychinae Leach, 1815
Subfam. Epipocinae Gorham, 1873
Subfam. Lycoperdininae Redtenbacher, 1844
Subfam. Mycetaeinae Jacquelin du Val, 1857
Subfam. Anamorphinae Strohecker, 1953
Subfam. Pleganophorinae Jacquelin du Val, 1858
Subfam. Xenomycetinae Strohecker in Arnett, 1962
Fam. Coccinellidae Latreille, 1807 
Subfam. Sticholotidinae Weise, 1901
Subfam. Coccidulinae Mulsant, 1846
Subfam. Scymninae Mulsant, 1846
Subfam. Chilocorinae Mulsant, 1846
Subfam. Coccinellinae Latreille, 1807
Subfam. Epilachninae Mulsant, 1846
Fam. Corylophidae LeConte, 1852 
Subfam. Peltinodinae Paulian, 1950
Subfam. Corylophinae LeConte, 1852
Subfam. Sericoderinae Matthews, 1888
Subfam. Parmulinae Poey, 1854
Fam. Latridiidae Erichson, 1842 (= Lathridiidae) 
Subfam. Latridiinae Erichson, 1842
Subfam. Corticariinae Curtis, 1829
Superfamilia Tenebrionoidea Latreille, 1802
Fam. Mycetophagidae Leach, 1815 
Subfam. Esarcinae Reitter, 1882
Subfam. Mycetophaginae Leach, 1815
Subfam. Bergininae Leng, 1920
Fam. Archeocrypticidae Kaszab, 1964
Fam. Pterogeniidae Crowson, 1953
Fam. Ciidae Leach in Samouelle, 1819 (= Cisidae)
Subfam. Sphindociinae Lawrence, 1974
Subfam. Ciinae Leach in Samouelle, 1819
Fam. Tetratomidae Billberg, 1820 
Subfam. Piseninae Miyatake, 1960
Subfam. Tetratominae Billberg, 1820
Subfam. Penthinae Lacordaire, 1859
Fam. Melandryidae Leach, 1915 (= Serropalpidae)
Subfam. Hallomeninae Mulsant, 1856/Gistel, 1856
Subfam. Eustrophinae Gistel, 1856
Subfam. Melandryinae Leach, 1815
Subfam. Osphyinae Mulsant, 1856 (1840)
Fam. Mordellidae Latreille, 1802 
Subfam. Ctenididae Franciscolo, 1951
Subfam. Mordellinae Latreille, 1802
Fam. Rhipiphoridae Gemminger & Harold, 1870 (1853)
Subfam. Pelecotominae Seidlitz, 1875
Subfam. Micholaeminae Vianna, 1971
Subfam. Ptilophorinae Gerstaecker, 1855
Subfam. Hemirhipidiinae Heller, 1921
Subfam. Rhipidiinae Gerstaecker, 1855
Subfam. Rhipiphorinae Gemminger & Harold, 1870 (1853)
Fam. Colydiidae Erichson, 1842 
Subfam. Pycnomerinae Erichson, 1845
Subfam. Colydiinae Erichson, 1842
Fam. Monommatidae Blanchard, 1845
Fam. Zopheridae Solier, 1834
Subfam. Zopherinae Solier, 1834
Subfam. Usechinae Horn, 1867
Fam. Ulodidae Pascoe, 1869
Fam. Perimylopidae St. George, 1939
Fam. Chalcodryidae Watt, 1974
Fam. Trachelostenidae Lacordaire, 1859
Fam. Tenebrionidae Latreille, 1802 
Subfam. Lagriinae Latreille, 1825 (1820)
Subfam. Phrenapatinae Solier, 1834
Subfam. Zolodininae Watt, 1974
Subfam. Pimeliinae Latreille, 1802
Subfam. Tenebrioninae Latreille, 1802
Subfam. Alleculinae Laporte, 1840
Subfam. Diaperinae Latreille, 1802
Subfam. Coelometopinae Lacordaire, 1859/Schaum, 1859
Subfam. Cossyphodinae Wasmann, 1899
Fam. Prostomidae C. G. Thomson, 1859
Fam. Synchroidae Lacordaire, 1859
Fam. Oedemeridae Latreille, 1810
Subfam. Nacerdinae Mulsant 1858
Subfam. Calopodinae Costa 1852
Subfam. Oedemerinae Latreille, 1810
Fam. Stenotrachelidae C. G. Thomson, 1859 (= Cephaloidae)
Subfam. Stenotrachelinae C. G. Thomson, 1859
Subfam. Nematoplinae LeConte, 1862
Subfam. Cephaloinae LeConte, 1862
Subfam. Stoliinae Nikitsky, 1985
Fam. Meloidae Gyllenhal, 1810 
Subfam. Eleticinae Wellman, 1910
Subfam. Meloinae Gyllenhal, 1810
Subfam. Nemognathinae Laporte, 1840
Fam. Mycteridae Blanchard, 1845 
Subfam. Mycterinae Blanchard, 1845
Subfam. Lacconotinae LeConte, 1862
Subfam. Hemipeplinae Lacordaire, 1854
Fam. Boridae C. G. Thomson, 1859 
Subfam. Borinae C. G. Thomson, 1859
Subfam. Synercticinae Lawrence & Pollock, 1994
Fam. Trictenotomidae Blanchard, 1845
Fam. Pythidae Solier, 1834
Fam. Pyrochroidae Latreille, 1807 
Subfam. Tydessinae Nikitsky, 1986
Subfam. Pilipalpinae Abdullah, 1964
Subfam. Pedilinae Lacordaire, 1859
Subfam. Pyrochroinae Latreille, 1807
Subfam. Agnathinae Lacordaire, 1859 (= Cononotinae)
Fam. Salpingidae Leach, 1815 
Subfam. Othniinae LeConte, 1862
Subfam. Prostominiinae Grouvelle, 1914
Subfam. Agleninae Horn, 1878
Subfam. Inopeplinae Grouvelle, 1908
Subfam. Salpinginae Leach, 1815
Subfam. Aegialitinae LeConte, 1862
Subfam. Dacoderinae LeConte, 1862
Fam. Anthicidae Latreille, 1819
Subfam. Eurygeniinae LeConte, 1862
Subfam. Lagrioidinae Abdullah & Abdullah, 1968
Subfam. Afreminae Levey, 1985
Subfam. Macratriinae LeConte, 1862
Subfam. Stenoporinae Jacquelin du Val, 1863
Subfam. Ischaliinae Blair, 1920
Subfam. Copobaeninae Abdullah, 1969
Subfam. Lemodinae, Lawrence & Britton, 1991
Subfam. Tomoderinae Bonadona, 1961
Subfam. Anthicinae Latreille, 1819
Fam. Aderidae Winkler, 1927
Fam. Scraptiidae Mulsant, 1856/Gistel, 1856 
Subfam. Scraptiinae Mulsant, 1856/Gistel, 1856
Subfam. Anaspidinae Mulsant, 1856
Superfamilia Chrysomeloidea Latreille, 1802
Fam. Cerambycidae Latreille, 1802 
Subfam. Vesperinae Mulsant, 1839
Subfam. Oxypeltinae Lacordaire, 1869
Subfam. Disteniinae J. Thomson, 1860
Subfam. Anoplodermatinae Guérin-Méneville, 1840
Subfam. Philinae J. Thomson, 1860
Subfam. Parandrinae Blanchard, 1845
Subfam. Prioninae Latreille, 1802
Subfam. Spondylidinae Audinet-Serville, 1832
Subfam. Apatophyseinae Lacordaire, 1869
Subfam. Necydalinae Latreille, 1825
Subfam. Lepturinae Latreille, 1802
Subfam. Cerembycinae Latreille, 1802
Subfam. Lamiinae Latreille, 1825
Fam. Megalopodidae Latreille, 1802
Subfam. Palophaginae Kuschel & May, 1990
Subfam. Zeugophorinae Böving & Craighead, 1931
Subfam. Megalopodinae Latreille, 1802
Fam. Orsodacnidae C. G. Thomson, 1859
Subfam. Orsodacninae C. G. Thomson, 1859
Subfam. Aulacoscelidinae Chapuis, 1874
Fam. Chrysomelidae Latreille, 1802 
Subfam. Sagrinae Leach, 1815
Subfam. Bruchinae Latreille, 1802
Subfam. Donaciinae Kirby, 1837
Subfam. Criocerinae Latreille, 1804
Subfam. Hispinae Gyllenhal, 1813
Subfam. Chrysomelinae Latreille, 1802
Subfam. Galerucinae Latreille, 1802
Subfam. Lamprosomatinae Lacordaire, 1848
Subfam. Cryptocephalinae Gyllenhal, 1813
Subfam. Eumolpinae Hope, 1840
Superfamilia Curculionoidea Latreille, 1802
Fam. Nemonychidae Bedel, 1882
Subfam. Nemonychinae Bedel, 1882
Subfam. Rhinorhynchinae Voss, 1922
Subfam. Cimberidinae Gozis, 1882
Fam. Anthribidae Billberg, 1820 
Subfam. Anthribinae Billberg, 1820
Subfam. Choraginae W. Kirby, 1819
Subfam. Urodontinae C. G. Thomson, 1859
Fam. Belidae Schoenherr, 1826
Subfam. Belinae Schoenherr, 1826
Subfam. Oxycoryninae Schoenherr, 1840
Subfam. Aglycyderinae Wollaston, 1864
Fam. Rhynchitidae Gistel, 1856 
Subfam. Rhynchitinae Gistel, 1856
Fam. Attelabidae Billberg, 1820 
Subfam. Attelabinae Billberg, 1820
Subfam. Apoderinae Jekel, 1860
Fam. Brentidae Billberg, 1820 
Subfam. Brentinae Billberg, 1820
Fam. Apionidae Schoenherr, 1823 
Subfam. Apioninae Schoenherr, 1823
Fam. Nanophyidae Gistel, 1856 
Subfam. Nanophyinae Gistel, 1856
Fam. Brachyceridae Billberg, 1820 
Subfam. Brachycerinae Billberg, 1820
Subfam. Ocladiinae Lacordaire, 1866
Fam. Dryophthoridae Schoenherr, 1825 
Subfam. Dryophthorinae Schoenherr, 1825
Subfam. Rhynchophorinae Schoenherr, 1833
Fam. Platypodidae Shuckard, 1840 
Subfam. Platypodinae Shuckard, 1840
Fam. Erirhinidae Schoenherr, 1825 
Subfam. Erirhininae Schoenherr, 1825
Fam. Raymondionymidae Reitter, 1913 
Subfam. Raymondionyminae Reitter, 1913
Fam. Curculionidae Latreille, 1802 
Subfam. Curculioninae Latreille, 1802
Subfam. Entiminae Schoenherr, 1823
Subfam. Cyclominae Schoenherr, 1826
Subfam. Hyperinae Lacordaire, 1863
Subfam. Molytinae Schoenherr, 1823
Subfam. Lixinae Schoenherr, 1823
Subfam. Cryptorhynchinae Schoenherr, 1825
Subfam. Orobitidinae C. G. Thomson, 1859
Subfam. Baridinae Schoenherr, 1836
Subfam. Magdalininae Gistel, 1856
Subfam. Ceutorhynchinae Gistel, 1856
Subfam. Campyloscelinae Schoenherr, 1845
Subfam. Cossoninae Schoenherr, 1825
Subfam. Scolytinae Latreille, 1807